# KolorCity Kazincbarcika

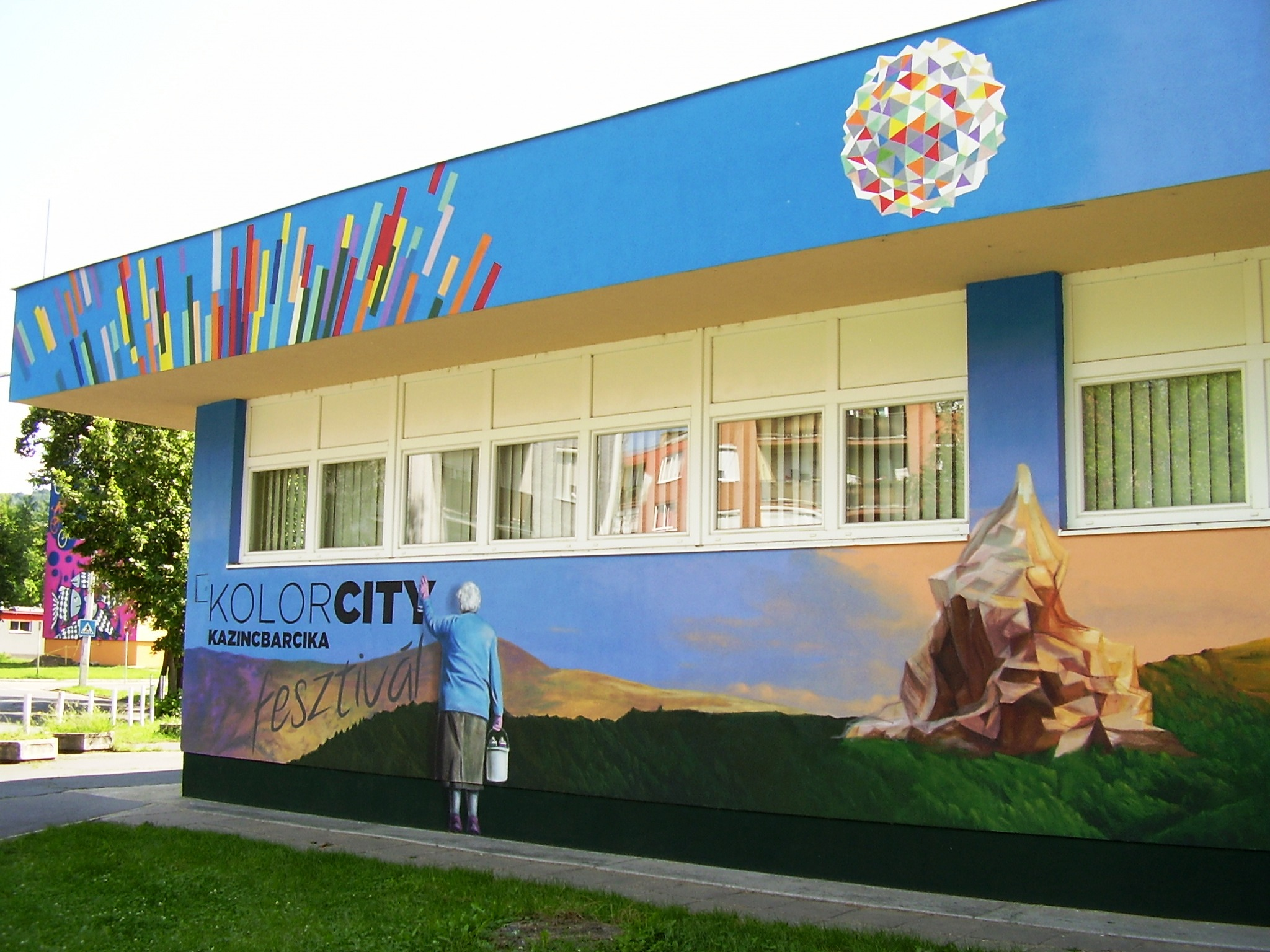
Pollack Mihály út 32-34. - KolorCity Fesztivál és az öreg hölgy

Kazincbarcika Város Önkormányzata megbízásából a Barcika Art Kft. pályázatot hirdetett Kazincbarcikán található lakó- és középületeken tartós műalkotások elhelyezésére. A pályázat a Svájci Hozzájárulás a kibővített Európához – Együttműködési Program Magyarországgal I. Regionális fejlesztés prioritás „Kazincbarcika és vonzáskörzete munkahelyteremtő fejlesztése” című projekthez kapcsolódott. A KolorCity Kazincbarcika megvalósításában 2013-tól 2016 nyaráig 30 kazincbarcikai lakó- és középület egy-egy homlokzata újul meg modern nagyméretű műalkotásokkal. 2024-re a színes falfestmények száma 48-ra emelkedett.

## Kolorfesztivál

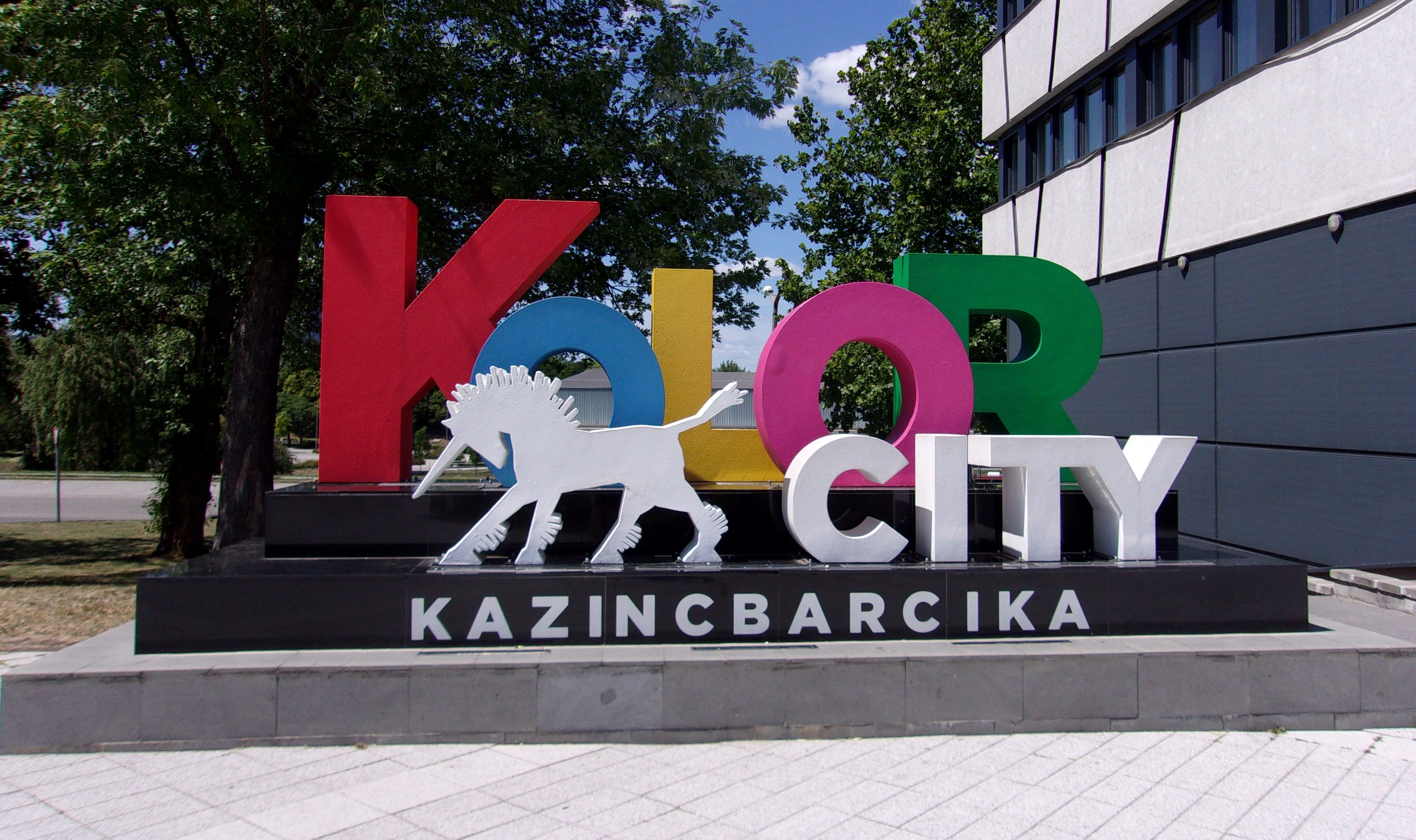
Kolorcity installáció

Kazincbarcikán a Svájci Hozzájárulási Program támogatásával 2013-tól rendezték meg a nyári időszakban a Kolorfesztivált. Az eseménysorozaton képzőművészeti eseményekkel, koncertekkel, valamint tánc- és színházi programokkal várták a kikapcsolódásra vágyókat.
A projekt 2017. május 31-én lezárult, de Kazincbarcika Város Önkormányzata és a Barcika Art Kft. vállalta hogy önerőből és támogatók felkutatásával a fesztivál tovább folytatódjon.

### 2015-ben
Ebben az esztendőben augusztus 11. és 29. között tartottak a rendezvények: koncertek, színházi előadások, költészeti estek, képzőművészeti street art-akciók, táncbemutatók, népművészeti és tudományos játszóházak, sportesemények, templom-, szobor- és városnéző túrák, szabadtéri filmvetítések, rekordkísérletek. A sztárfellépők között voltak: Koncz Zsuzsa, Demjén Ferenc, Charlie, ExperiDance Tánctársulat, 100 Tagú Cigányzenekar, Ghymes, Neoton, Miklósa Erika, Rúzsa Magdi, Palya Bea, Zséda, Bereczki Zoltán, Wellhello, Szulák Andrea, Feke Pál, Serbán Attila, Majka, Intim Torna Illegál, Kelemen Kabátban, L’art pour l’art Társulat.

### 2016-ban
A 4. fesztivál egyik nagy újdonsága maga a főhelyszín volt, ugyanis a város kedvelt pihenőparkjában, a Csónakázó-tónál felállított nagyszínpadon zajlottak a legfontosabb koncertek. A park mellett a belvárosban, a közművelődési intézményekben és a helyi sportközpontban is izgalmas programkínálattal várták a fesztiválozókat: szambatáncosok, dobosok, óriásbábok, jelmezes felvonulók várták az idelátogatókat. Többek között olyan sztáregyüttesek és előadóművészek léptek fel, mint a Skorpió, a Tankcsapda, a Magna Cum Laude, az Irie Maffia, a Kowalsky meg a Vega, Rost Andrea, Hernádi Judit, Révész Sándor, Bereczki Zoltán, Radics Gigi és a Muzsikás együttes.
Az előadóművészeti események mellett képzőművészeti és street art-akciók részesei lehettek a résztvevők. A fesztivál kiemelt sportprogramja volt az augusztus 7-ei Kolorfutás, ahol három távon 348 futó versenyzett.
A 4. Kolorfesztivál az augusztus 20-ai nemzeti ünnepi programokkal egy időben, nagyszabású tűzijátékkal zárult.

### 2017-ben
Az 5. fesztivált augusztus 1-je és 20-a között Kazincbarcikán és a környék településein rendezték meg. Az összművészeti fesztiválprogram rengeteg színes produkciót vonultatott fel. A központi helyszín a Csónakázó-tónál került kialakításra, ahol Magyarország legnépszerűbb előadói léptek színpadra. Hét napon keresztül, több mint 14 koncertet láthattak az érdeklődők.
A Fő téren ünnepi hangulatú bormustrára került sor, a kiállítások és az utcai művészeti akciók életre keltették a belvárost, az augusztus 20-i tűzijáték pedig méltó zárása volt a háromhetes sorozatnak. A Kolor After Party a nyár utolsó, legnagyobb bulija lett.
A Kolor Kölyöksziget két héten keresztül várta a gyermekeket ingyenes kulturális és sportprogramokkal, játszóházzal és a Kolorpiknikkel a Völgy parkban és a Mezey István Művészeti Központban.
A fesztiválprogramhoz csatlakozó települések és helyszínek: Bánhorváti, Berente, Dédestapolcsány, Dubicsány, Edelény, Jósvafő, Kurityán, Rudabánya, Sajóivánka, Sajógalgóc, Sajókaza, Sajószentpéter, Szuhakálló, Vadna Park. Az előbb felsorolt települések együtt adják a színes térséget, vagyis a KolorCountry-t.

### 2018-ban
A 6. Kolorfesztivál promóciós filmje, „A Kolorstory folytatódik” bekerült kategóriájában a legjobb tíz nevező közé a rangos, komlói II. Hét Domb Filmfesztivál előzsűrizése alapján. Ebben az évben csatlakozott a színes térséghez Múcsony.

### 2019-ben
A 7. Kolorfesztivál rendezvénysorozata Kazincbarcika Város Önkormányzatának finanszírozásával valósulhatott meg. A Barcika Art Kft. által szervezett, közel 130 rendezvényt felölelő kulturális programsorozat eseményeit Kazincbarcika mellett a KolorCountry-ban Dubicsányban, Berentén, Bánhorvátiban, Kurityánban, Nekézsenyben, Múcsonyban, Sajókazán, Sajógalgócon, Sajóivánkán és Szuhakállón rendezték meg. A városban a fő helyszín a Csónakázó-tónál volt, ahol a pénteki és szombati nagykoncertek mellett számos további rendezvényre is sor került: a negyedik Kazincbarcikai Autó Tuning Kiállítás-és Találkozó, Bormustra és a Gasztrofesztivál, valamint az ünnepi tűzijáték.
A Mezey István Művészeti Központ udvarán megrendezték a Kreatív Kuckó programsorozat (Kézműves Bütykölde, Élményfestés). A hagyományos kézműves foglalkozások mellett azonban volt még filmvetítés, fotós-videós foglalkozás és rendőrségi bemutató is. További kulturális programokra és színházi előadásokra is sor került. Miklósa Erika operaénekes a Szent Család templomban lépett fel. A Munkácsy téren tánccsoportok mutatkoztak be.
A Derkovits Gyula téren elkészült a 34. kazincbarcikai színes házfal is, Méhész-Polyák Attila alkotása.

### 2021-ben
A 8. Kolorfesztivál a világjárvány miatt egy évvel később, 2021-ben valósult meg. A rendezvények rövidebb ideig tartottak, augusztus 16-tól 21-ig. Többek között ezért is nevezték el „Kolorfesztivál Light”-nak. Akcióba lendült a Kreatív csoport, úgy döntöttek eltüntetik a belvárost csúfító ízléstelen falfeliratokat, ennek egyik mozzanata az Egressy úti OTP Bankkal szemközti falfelületen elkészült új falfestmény, mely a város szívverését ábrázolja.[forrás?]

### 2022-ben
A 9. Kolorfesztivál augusztus 5-től 20-ig várta színes programokkal az érdeklődőket. Fellépett többek között a Bagossy Brothers Company, a Kowalsky meg a Vega, a Valmar, az Edda művek, a Csíkzenekar és a Republic is. A zenés eseményeken túl számos más kulturális program került megrendezésre: táncos illetve színházi előadások, filmvetítések, a gyermekek számára kölyöksziget és hatalmas darabszámú, országosan egyedülálló lufikiállítás mesefigurákkal és kolorcity elemekkel. A KolorCountry idei csatlakozó települései (Edelény, Nekézseny, Bánhorváti, Dubicsány, Sajóivánka, Sajógalgóc) hasonlóan változatos eseményekkel várták a színes térség lakosságát és a messzebbről érkezőket. Folytatódott a Muzsikáló Templomok eseménysorozat is.
A programokról részletes tájékoztatást a KolorApp-on, Kazincbarcika város applikációján találhattak az érdeklődők.
A 2019 óta működő színes vízijáték show az idei szezonban is szüntelenül díszítette Kazincbarcika Díszterét. A városháza épületére pedig két alkalommal fényfestés került.
Ekkor rajtolt a 9. KolorFutás, mely – a tavalyi példát követve – az esti órákban került megrendezésre (KolorFutás Night).

### 2023-ban
A Kolorcity 10. augusztus 1-től 20-ig a hagyományos programelemekkel és újdonságokkal rendezték meg  a térség legnagyobb fesztiválját. Az idei Kolorfesztivál a környezetvédelem szellemében zajlott. A szelektív gyűjtésen túl megjelent a KolorRepohár rendszere, de a kézműves gyermekprogramoknál is előkerült a zöld tematika.
A Kolorfesztiválon különféle szemléletformáló kitelepülések is megjelentek, például a Felelős Gasztrohős Alapítvány és a Miskolci Egyetem közreműködésével. A háromhetes fesztiválon a képzőművészettől a táncművészeten át a könnyű és a klasszikus zenéig minden művészet felbukkant. A programsor kiállításmegnyitókkal indult, köztük a KolorCity 10 kiállítással, a városmárka 10 évéről. A felnőtt könnyűzenei színpadon fellépett többek között Majka, a Tankcsapda és a Punnany Massif, de helyi zenekarok koncertjei is szerepeltek a műsorok között. Ezen kívül a kazincbarcikai templomok is zenei eseményeknek adtak helyet.
A jubileumi 10. KolorFutás a fesztivál után, szeptember 23-án rajtolt. Hat távon rekordszámú, 1174 futó versenyzett.

## Falfestmények

### 2013
- 1. Mátyás király út 25-27-29. – Designsrobot (Pereházy Dóra): Színes szomszédok
- 2. Dobó tér 8-9-10. – Kovács G. Tamás: Biciklik és halak Kolorcityben
- 3. Babits Mihály út 3-5-7-9. – Szántai-Virág Dóra: Lányarc
- 4. Egressy Béni út 58-60. – Illés Imre: Színes körforgalom
- 5. Egressy Béni út 40-42-44-46-48-50. – Fintha Mátyás: Egressy Béni (2016-ban újrafestve)
- 6. Pollack Mihály út 1-3-5. – Karácsonyi László: Sárga és piros autó
- 7. Civilház - Fignár Réka – Kozicz Szabolcs - Fignár Levente: Kazincbarcika 3D-ben
- 8. Mátyás király út 28-34. – Grubánovits Attila: Színes tévék

### 2014

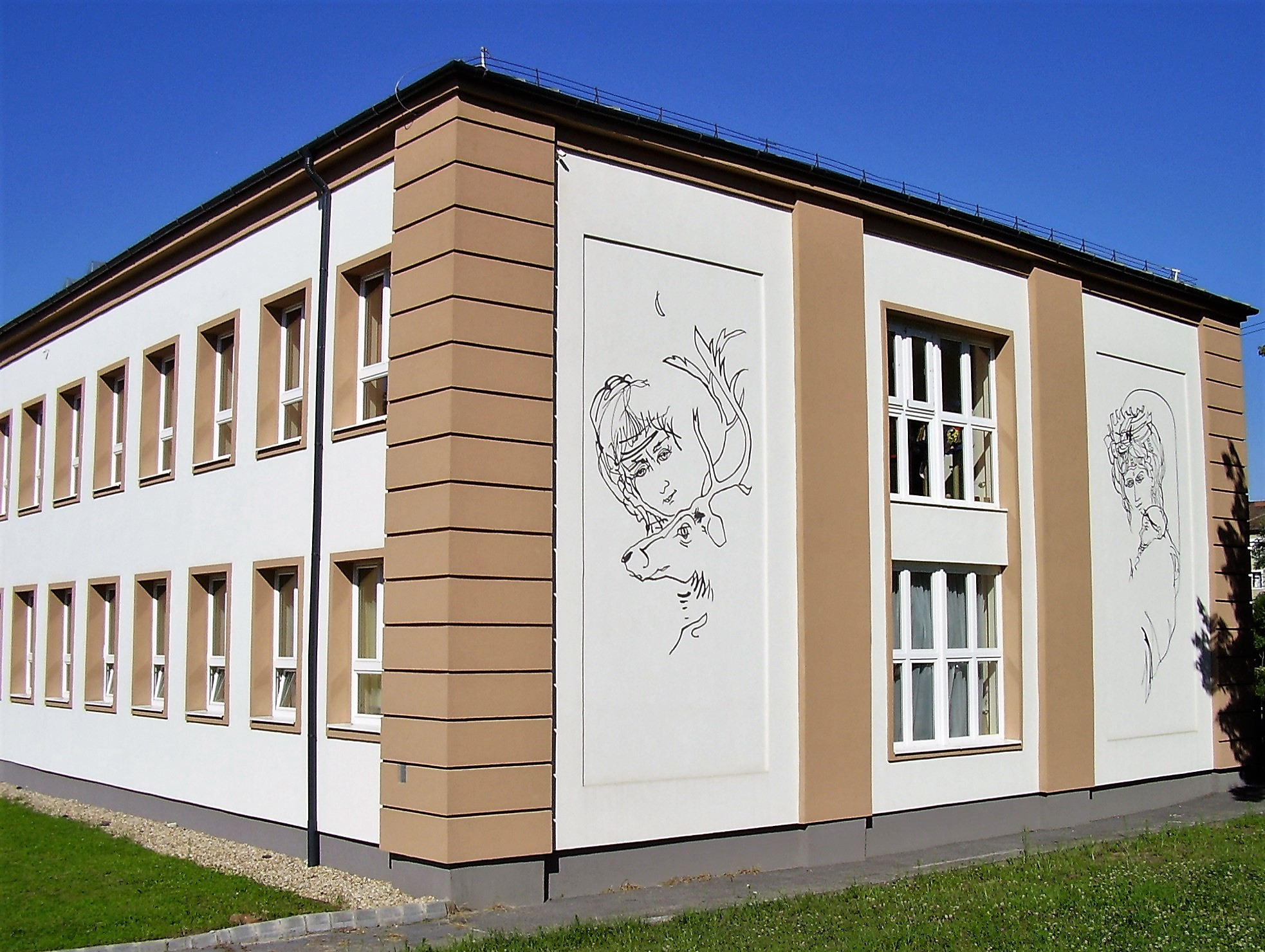
Mezey István: A Csodaszarvas és az Anya gyermekével című falfestmények a Mezey István Művészeti Központ oldalán

- 9. Pollack Mihály út 32-34. – Kolorcity-alaparculat öreg hölggyel (Grubánovits Attila-átdolgozása)
- 10. Egressy Béni út 34-38. – Karácsonyi László: Alpinista falfestő
- 11. Nagy Lajos út 14-18. – Páhy József: Könyvespolc
- 12. Mikszáth Kálmán út 8-10. – Karácsonyi László: Űrhajós a Holdon
- 13. Rákóczi tér 9. – Mezey István: Anya gyermekével
- 14. Rákóczi tér 9. – Mezey István: Csodaszarvas

### 2015
- 15. Vajda János út 18-20. – Somodi-Hornyák Szilárd: Rákóczi téri ház
- 16. Pollack Mihály út 9-11-13. – Karácsonyi László: Hangyász
- 17. Csokonai úti bölcsőde – Andrássy Judit: Meseváros
- 18. Mátyás király út 12-14-16-18. – Nagy Gyula: Kabarcis Barcika-óra

### 2016
- 19. Hőközpont – Fehérvári Tekla: Elefánt és orrszarvú
- 20. Gyulai Pál út 1-3-5-7-9. – Koczka Ivett: Kolorcityvonalkód
- 21. Pollack Mihály út 17-19-21. – Gévai Bálint: Filmtekercs
- 22. Füzike Tagóvoda – Gőgös Károly: Kukucska
- 23. Dobó tér 4-5-6-7. – Roszkos Zsófia: Kerékpár
- 24. Pollack Mihály út 23-25-27. – Szaplonczay Marianna: Őszi ház
- 25. Veres Péter út 5-7 – Szaplonczay Marianna: Veres Péter felhő
- 26. Veres Péter út 9-11 – Szaplonczay Marianna: Veres Péter idézet
- 27. Veres Péter út 13-15. – Szaplonczay Marianna: Veres Péter portré
- 28. Dobó tér 8-9-10. – Szaplonczay Marianna: Dobó István
- 29. Mátyás király út 4-6-8-10. – Gőgös Károly: Álmaid valóra válhatnak
- 30. Május 1. út 25-27-29. – Fehérvári Tekla: Erdő
- 31. Fő tér 20-21-22. – Artificial Group – Ádám Gergő: Friedrich
- 32. Iskola út 1-3-5. – Fintha Mátyás: We can paint a new tomorrow
- 33. Múcsonyi út 2. - Szabó Julianna: Pitypangok
- 34. Múcsonyi út 2. - Kerepesi Mónika: Színes madarat reptető[12]

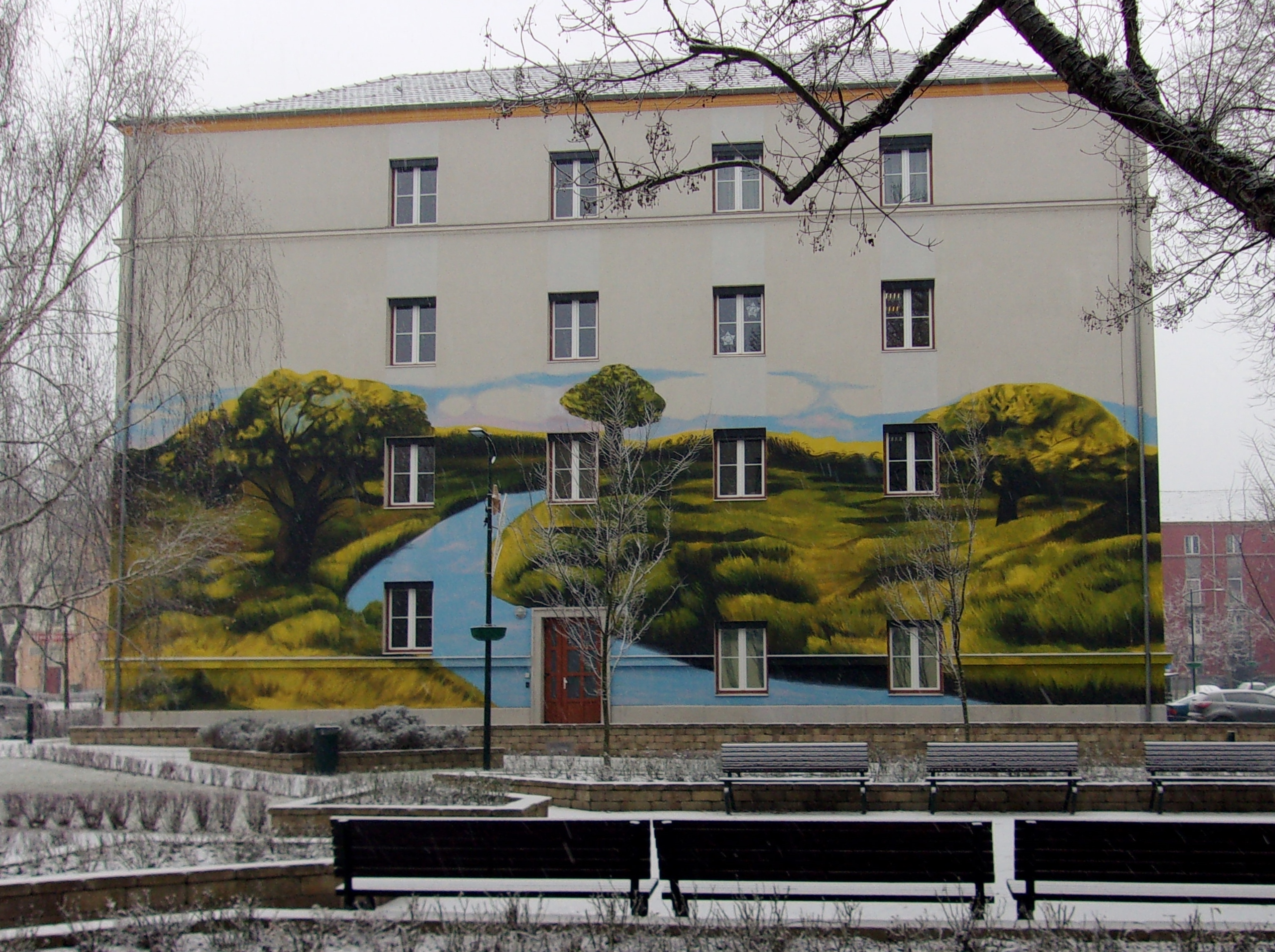
Szabó Julianna: Kanyargó patak

### 2017
- 35. Fő tér 19. – Remko Van Schaik: Robot unikornis[13]

### 2019
- 36. Derkovits Gyula tér 12. – Méhész-Polyák Attila: Szivárvány eső
- 37. Gyulai Pál u. 2. – Csontosné Gebei Tímea: Öntöző kislány
- 38. Munkácsy tér 1. – Szabó Julianna: Kanyargó patak
- 39. Gyulai Pál u. 4. – Augusztin Nándor: Kolorszifon
- 40. Jószerencsét u. 1/A – Kolorlab Innovációs Központ - Kerepesi Mónika: Sztriptíz [2]

### 2020
- 41. Csokonai út 20. – Dani Márton: Mindörökké Tour de Hongrie[15]

### 2021
- 42. Egressy úti OTP bank szemközti falfelülete ("Lugas") – Kreatív Csoport: A város szíve együtt dobban
- Egressy út 44. melletti átjáró – Bagoly (2024-ben festés miatt megszűnt)
- 43. Akácfa utca 2. – Méhész-Polyák Attila: Kolorcity Aréna

### 2022
- 44. Mátyás király út 17–23. – Szabó Alex: Polar Bears[16]
- 45. Babits Mihály út 9. – Szentgyörgyi Erika: Megfordult helyzet[16]
- 46. Mikszáth Kálmán út 2. – Masir Eszter: Túlélők[16]

### 2023
- 47. Mátyás király út 22. melletti kis épület – Angyalfal[forrás?]
- 48. Mátyás király út 1–7. – Móricz József: Kolor Bringafal

## Jegyzetek

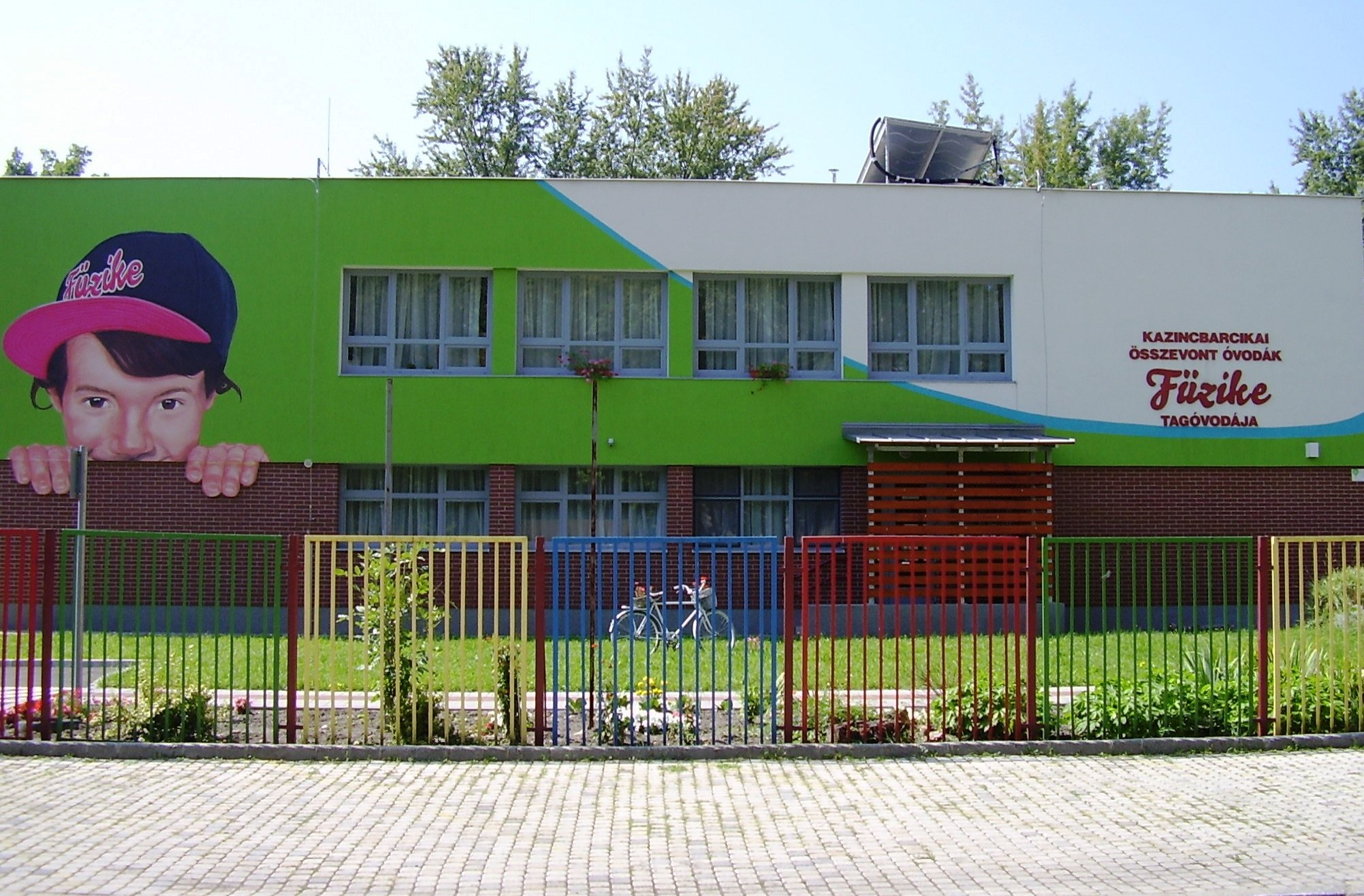
Kazincbarcikai Összevont Óvodák Füzike Tagóvodája

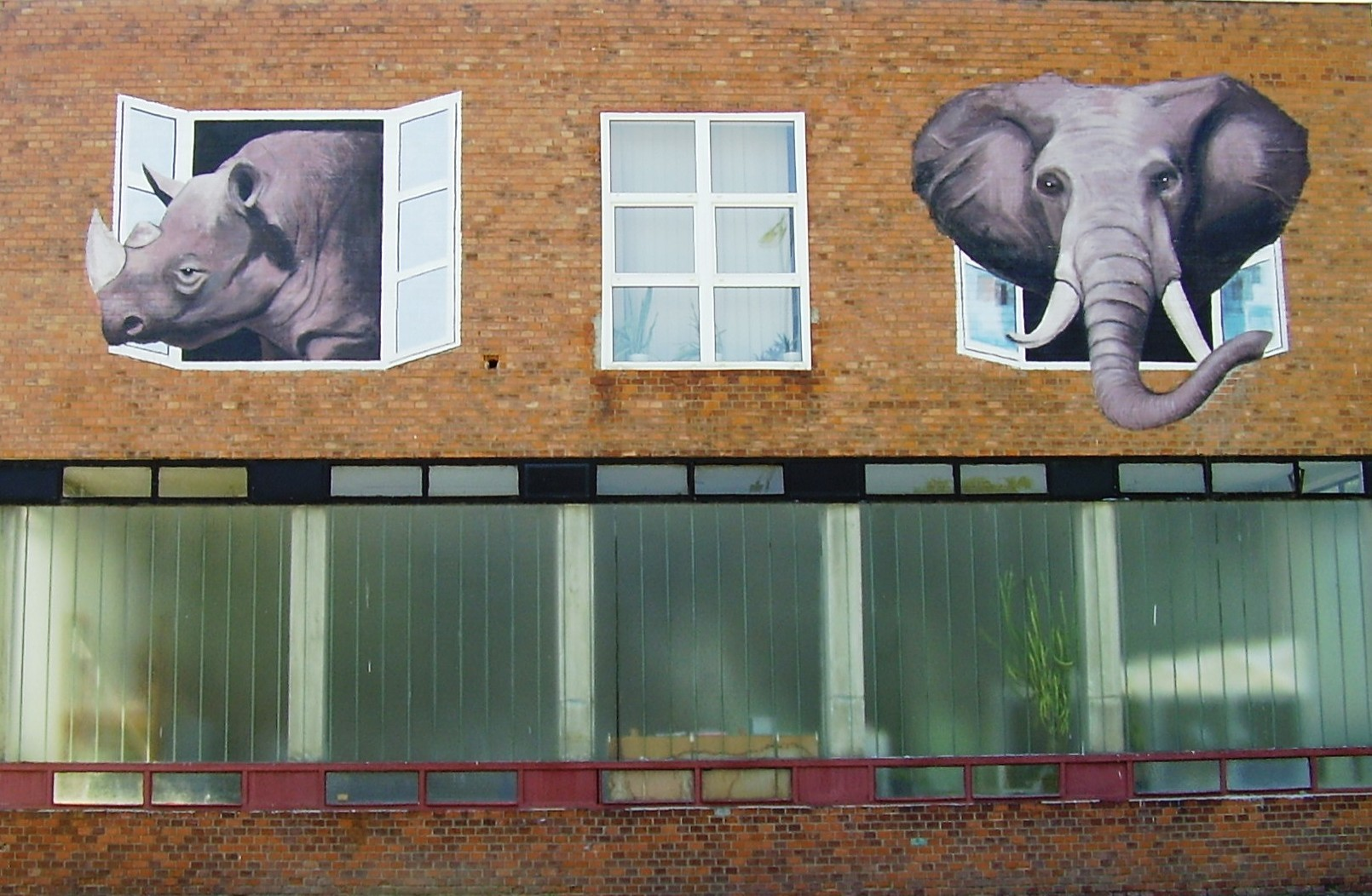
Hőközpont - Orrszarvú és elefánt

## Aszfaltfestmények

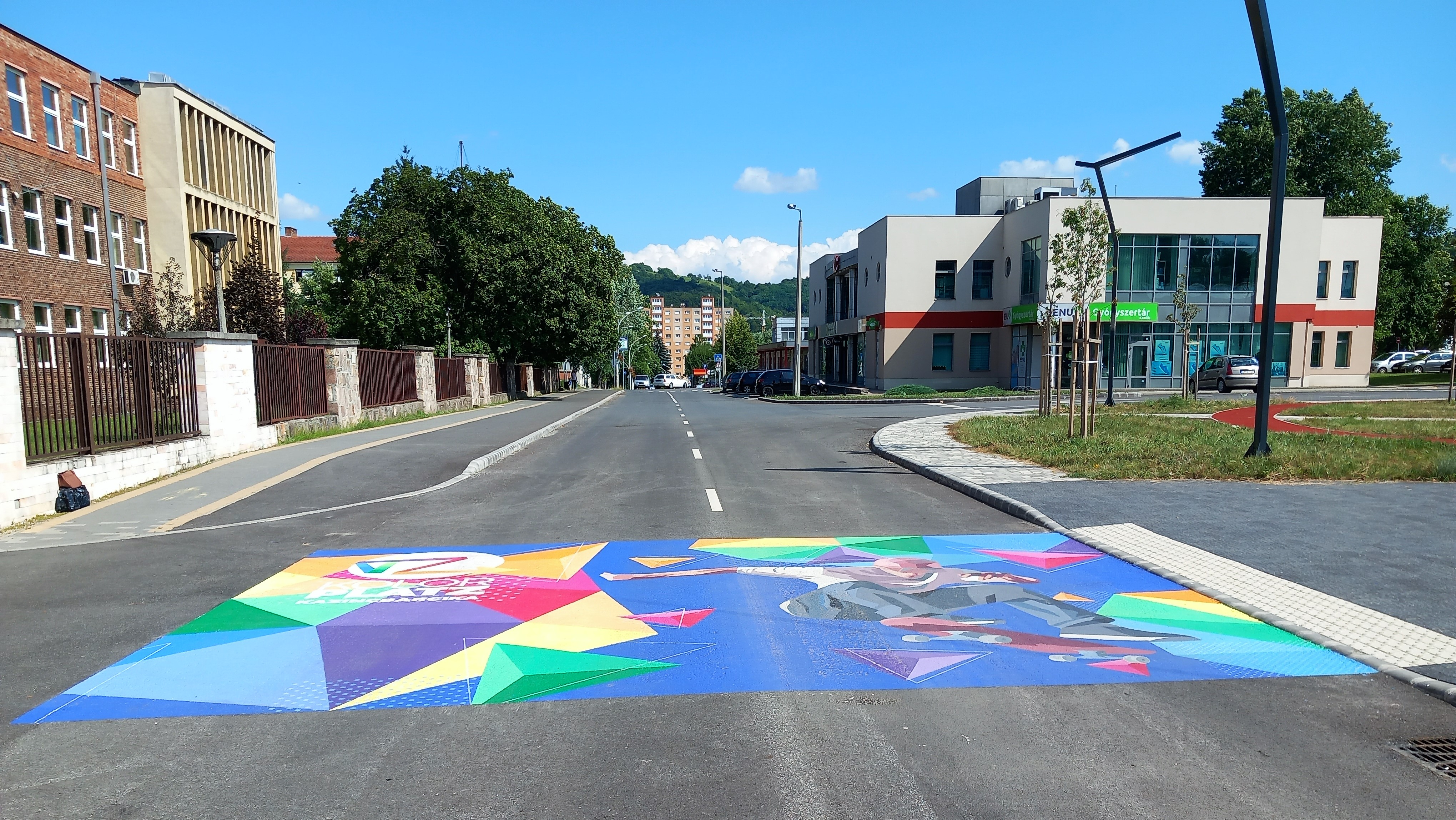
KolorPlatz aszfaltfestmény a Lini téren

### 2018
- Fő tér 2. – Remko Van Schaik: 3D unikornis (aszfaltfestés, 2019. nyarán térkövezés miatt elbontva)

### 2023
- Lini István tér – KolorPlatz[17]

## Köztéri alkotások

### 2013
- Színrobbanás (HelloWood)
- Unikornis (Szőke Gábor Miklós)

### 2014
- Gomba (HelloWood)
- Kolorkerámia (Lalák Angelika)
- Kínai Sárkány (Szőke Gábor Miklós)

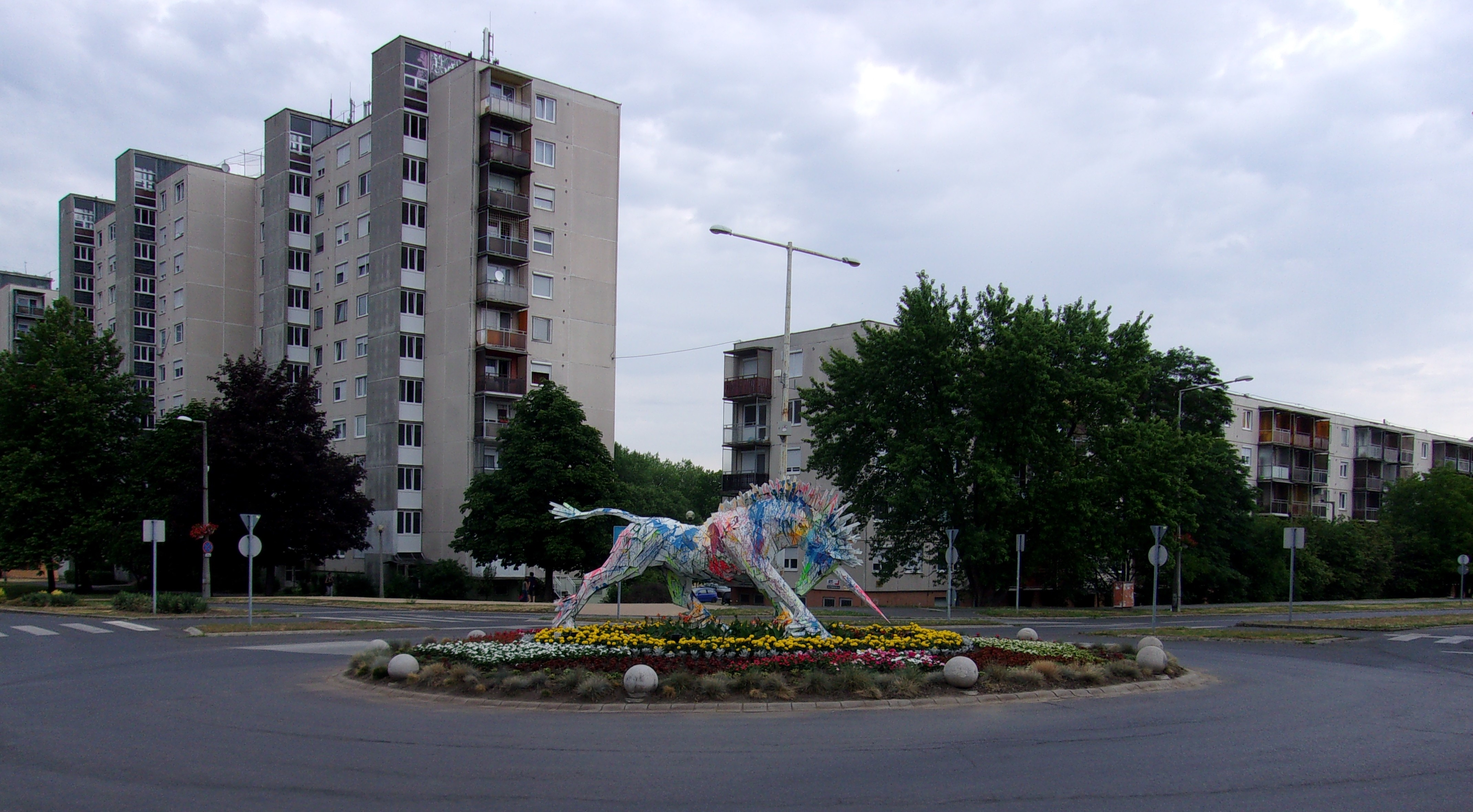
Szőke Gábor Miklós: Unikornis (2022)

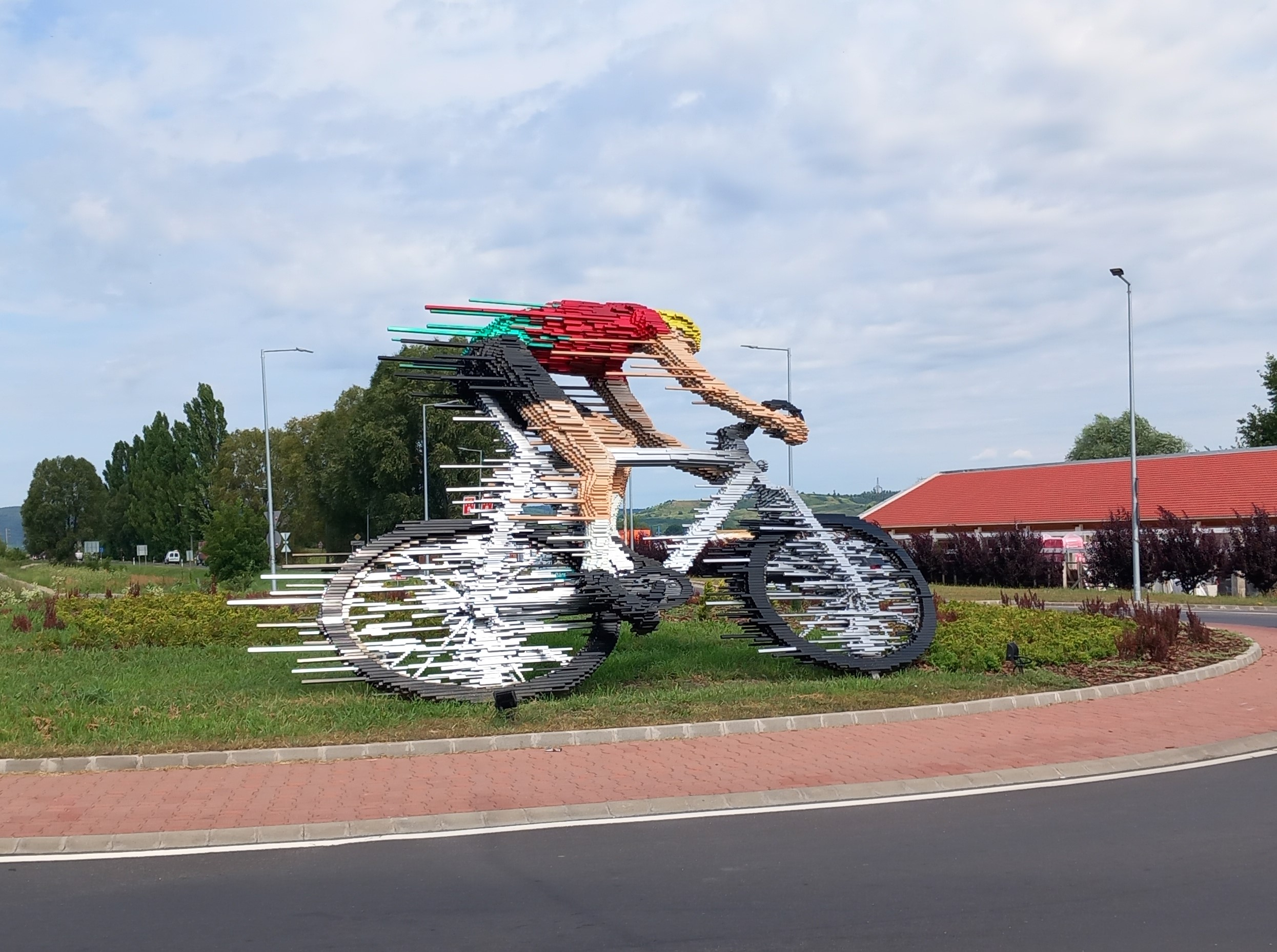
Szőke Gábor Miklós: Tour de Hongrie szobra a 26-os főút Attila úti körforgalmában

### 2017
- Nem Ádám (Színes Tízes ifjúsági alkotótábor)[18]

### 2019
- Oroszlán (Szőke Gábor Miklós)
- Kolorcity Installáció

### 2020
- Mesélő (Lalák Angelika)

### 2022
- Unikornis (Szőke Gábor Miklós)[19]

### 2024
- Tour de Hongrie (Szőke Gábor Miklós)

## Játszóterek
Országos szinten is kiemelkedő, európai színvonalú interaktív játszóterek állnak rendelkezésre Kolorcityben, ahol a beszélő focikaputól a táncra ösztönző okoseszközökön át a memóriafejlesztő játékokig sok minden megtalálható. Hatalmas játszóvárak, óriás hajók a város több pontján 22 játszótéren várják a gyerekeket.
- Völgypark: A legnagyobb, ingyenesen használható játszótér-komplexum, amely a legkisebb gyermekek mellett minden korosztály számára kínál mozgási és szórakozási lehetőségeket. Az Európában már jól ismert Yalp Interactive márkához köthető Memo, Sutu, Sona elnevezésű okosjátékok rendkívüli népszerűségre tettek szert. A Völgypark a város szíveben elhúzódó, közel egy kilométeres zöld terület, hangulatának és központi elhelyezkedésének köszönhetően kedvelt közterület.
- Fő téri pihenőpark: Kazincbarcika legnagyobb kiterjedésű tere, ahol egy modern sport-és pihenőpark került kialakításra. Giga méretű játszóvárral, hiperkomplex játszó-mászó hajóval, mely utóbbi 8 híddal, 3 csúszdával, 3 mászóhálóval, forgólétrával és további játszófunkciókkal. A téren található egy új, nyilvános illemhely is.

| További parkok, játszóterek a városban |
| --- |
| 1. Kertvárosi játszótér 2. KolorPlatz 3. Csónakázó tó (Várdombi játszótér) 4. Eötvös téri játszótér (Kalóz) 5. Radnóti téri játszótér 6. Csokonai utcai játszótér 7. Derkovits téri játszótér 8. Árpád fejedelem téri játszótér 9. Pattantyús utcai játszótér 10. Babits Mihály utcai játszótér 11. Móricz Zsigmond téri játszótér 12. Barátság téri játszótér 13. Május 1. úti játszótér 14. Deák Ferenc téri játszótér 15. Szemere Bertalan téri játszótér 16. Vasvári Pál téri játszótér 17. Thököly Imre téri játszótér 18. Kazinczy Ferenc téri játszótér 19. Attila úti játszótér 20. Illyés Gyula úti (Herbolyai) játszótér |

## Képgaléria

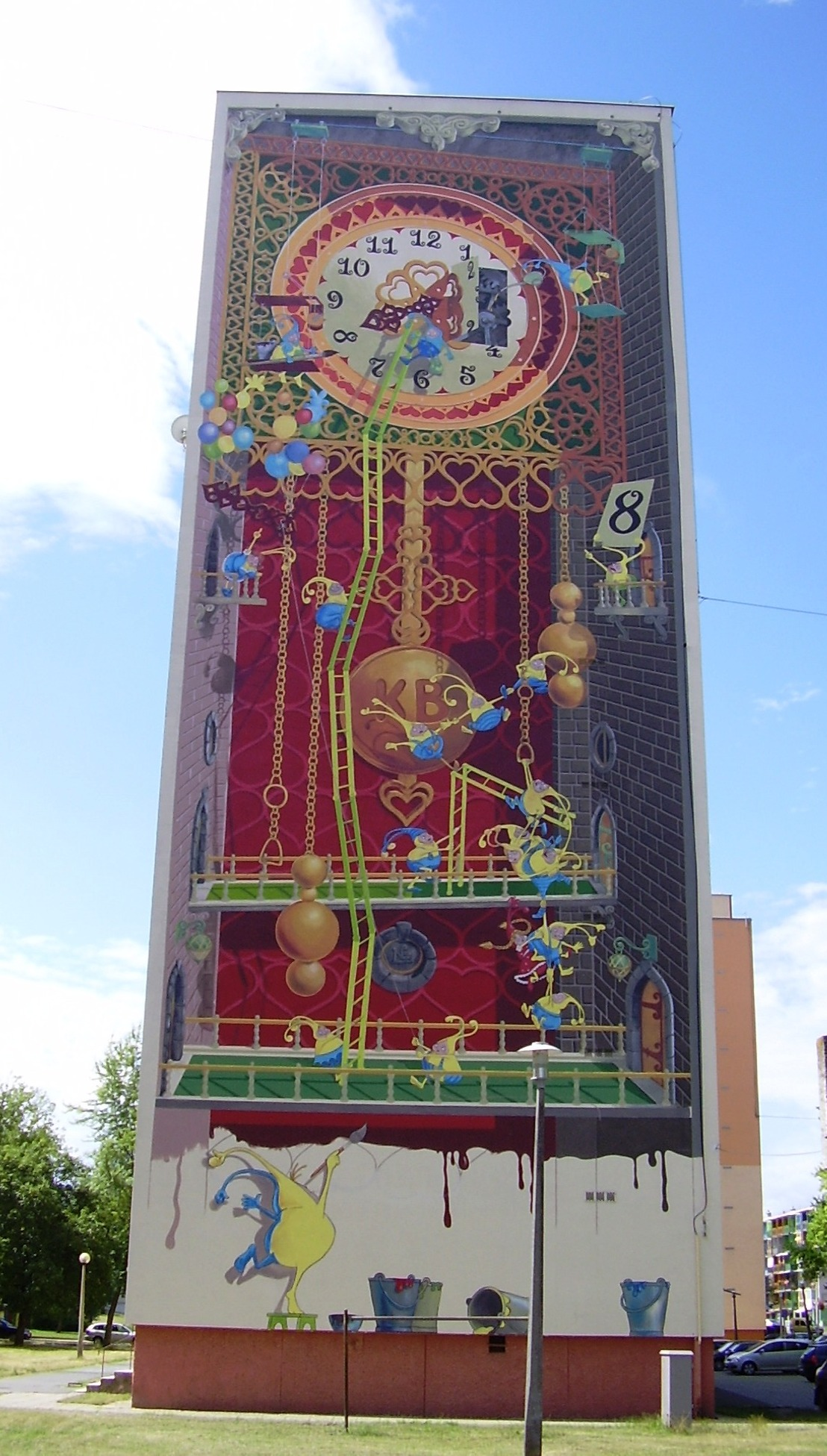
Mátyás király út 12-18. – Kabarcis Barcika-óra
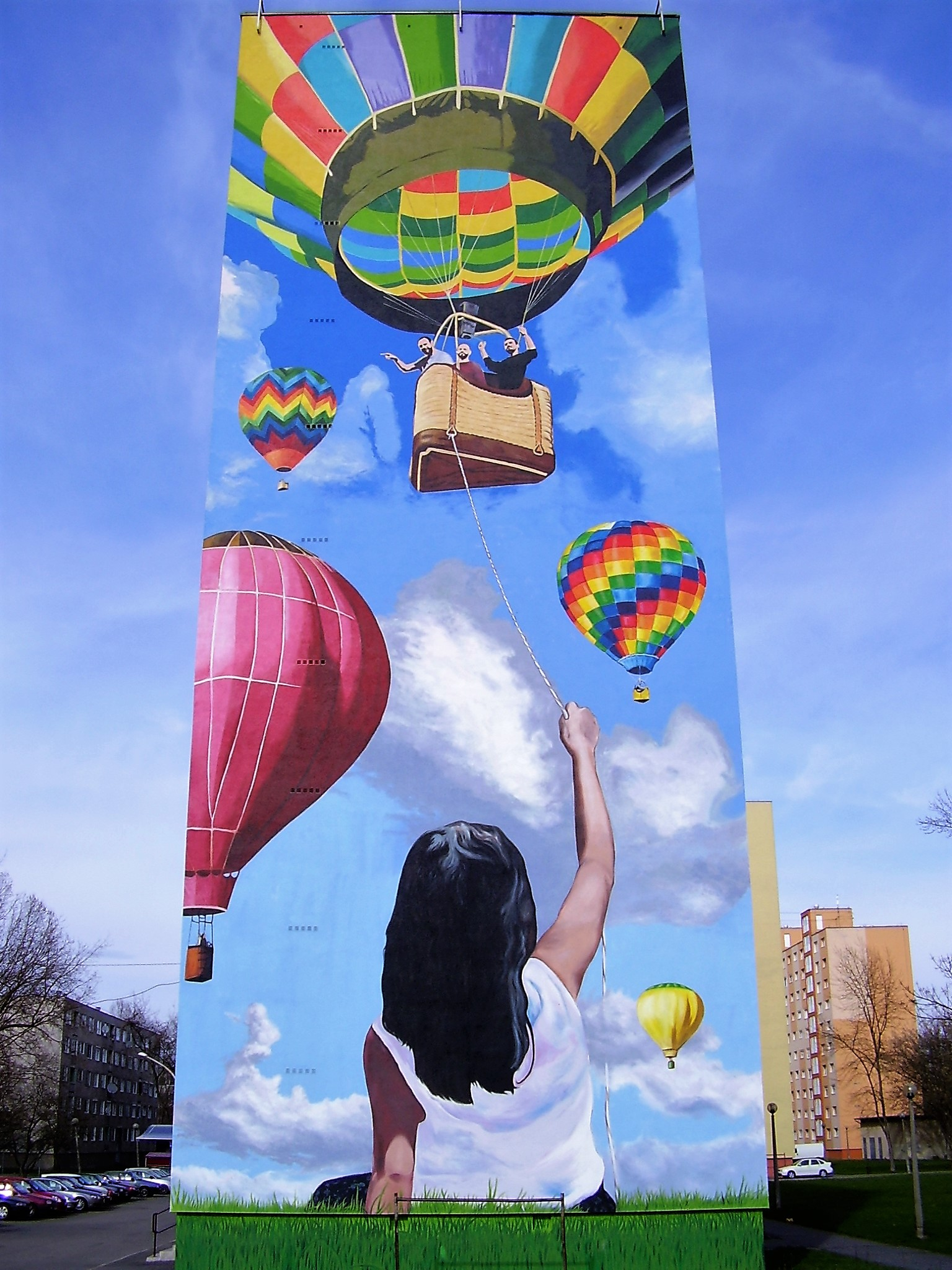
Mátyás király út 4-6-8-10. – Álmaid valóra válhatnak
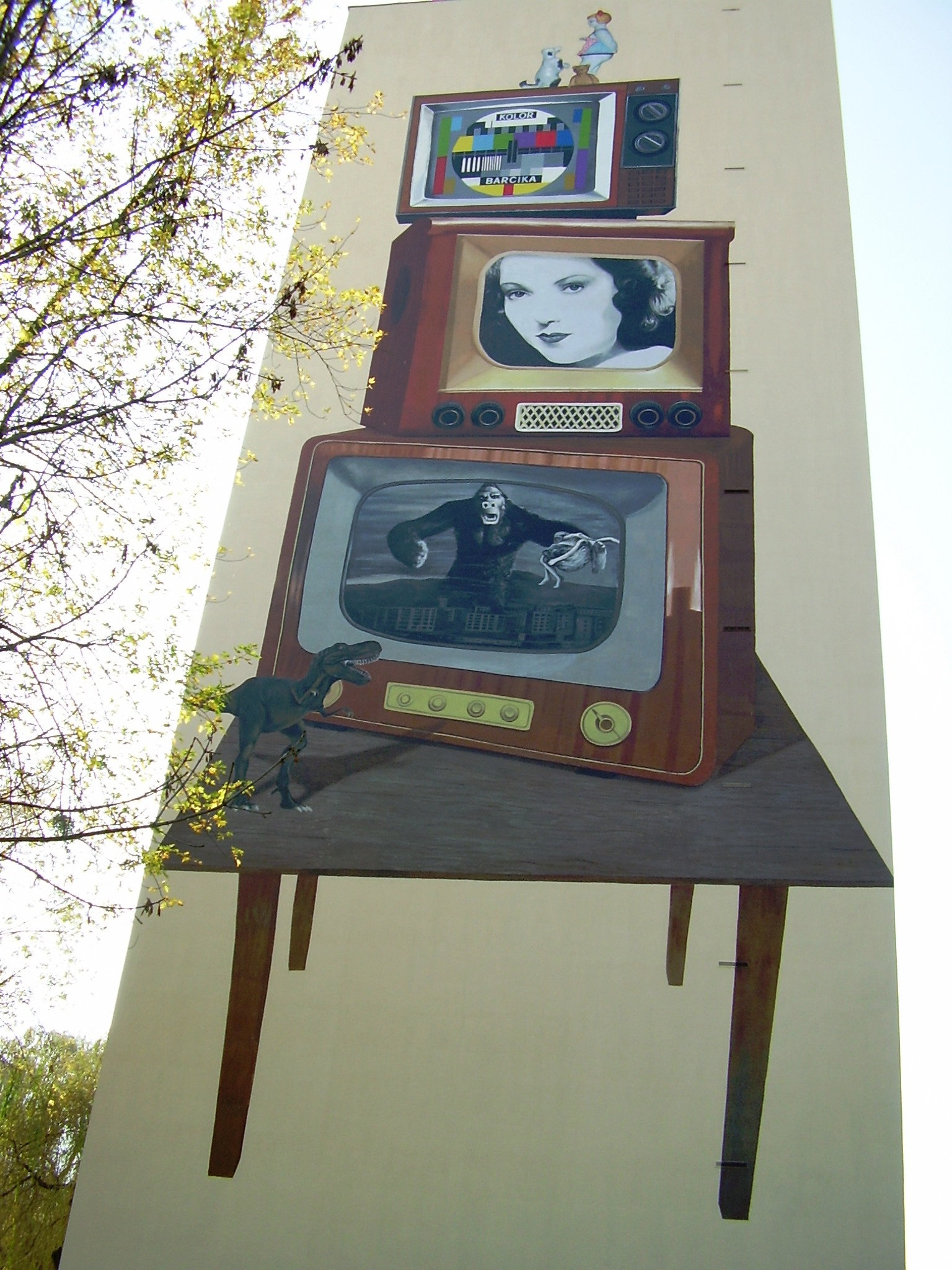
Mátyás király út 28-34. – Tévék
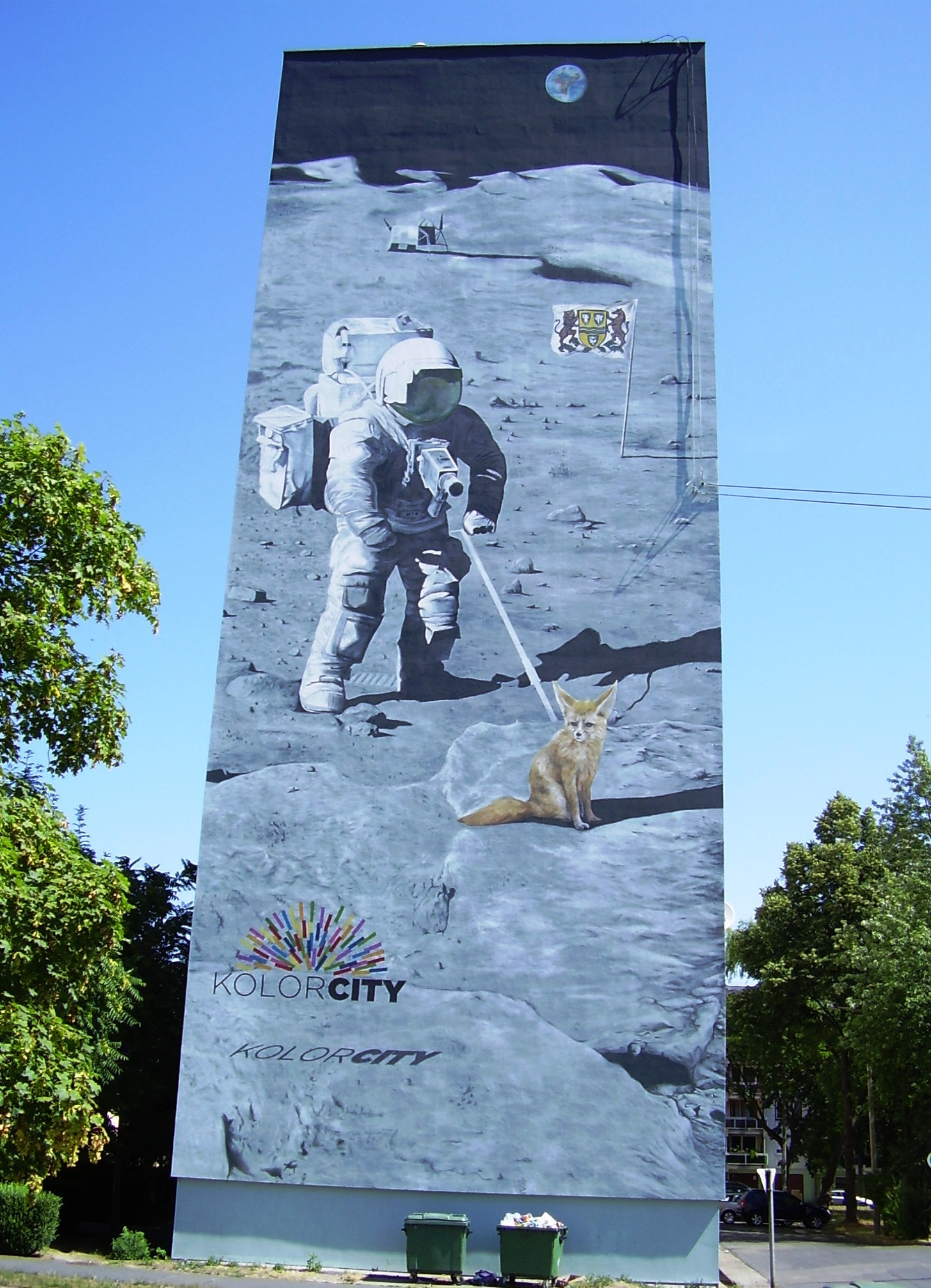
Mikszáth Kálmán út 8-10. – Űrhajós
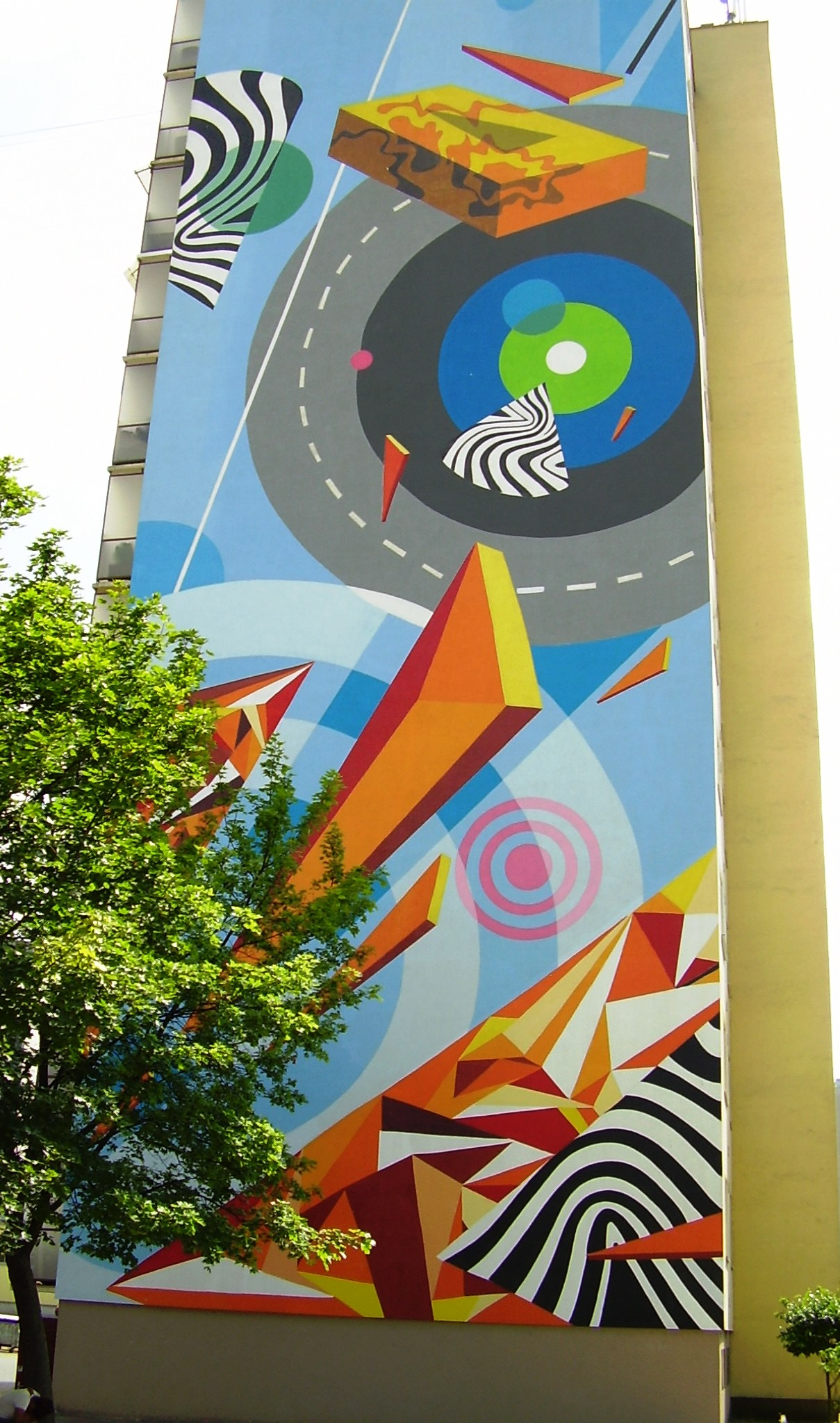
Egressy Béni út 58-60. – Színes körforgalom
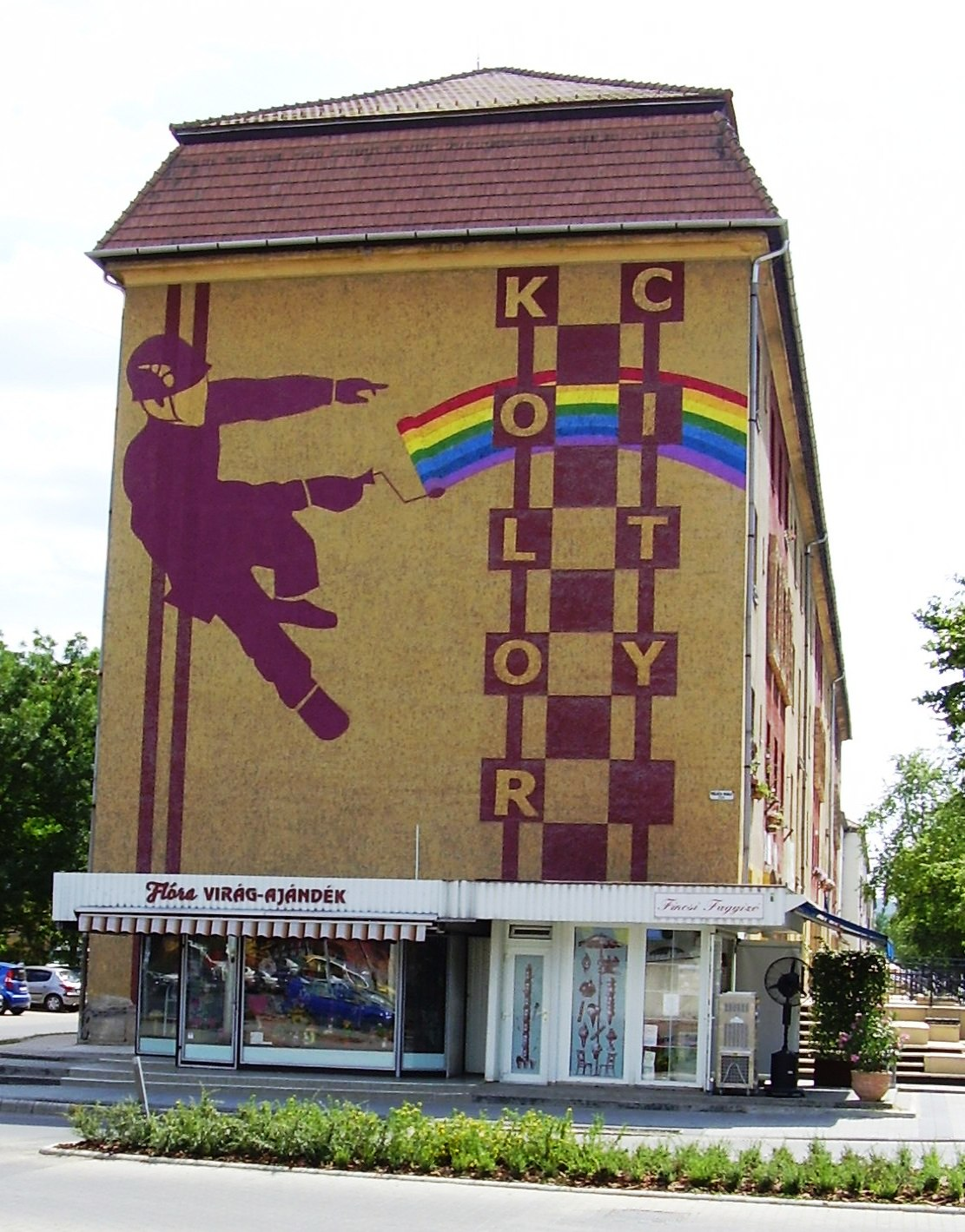
Egressy Béni út 34-38. – Falfestő
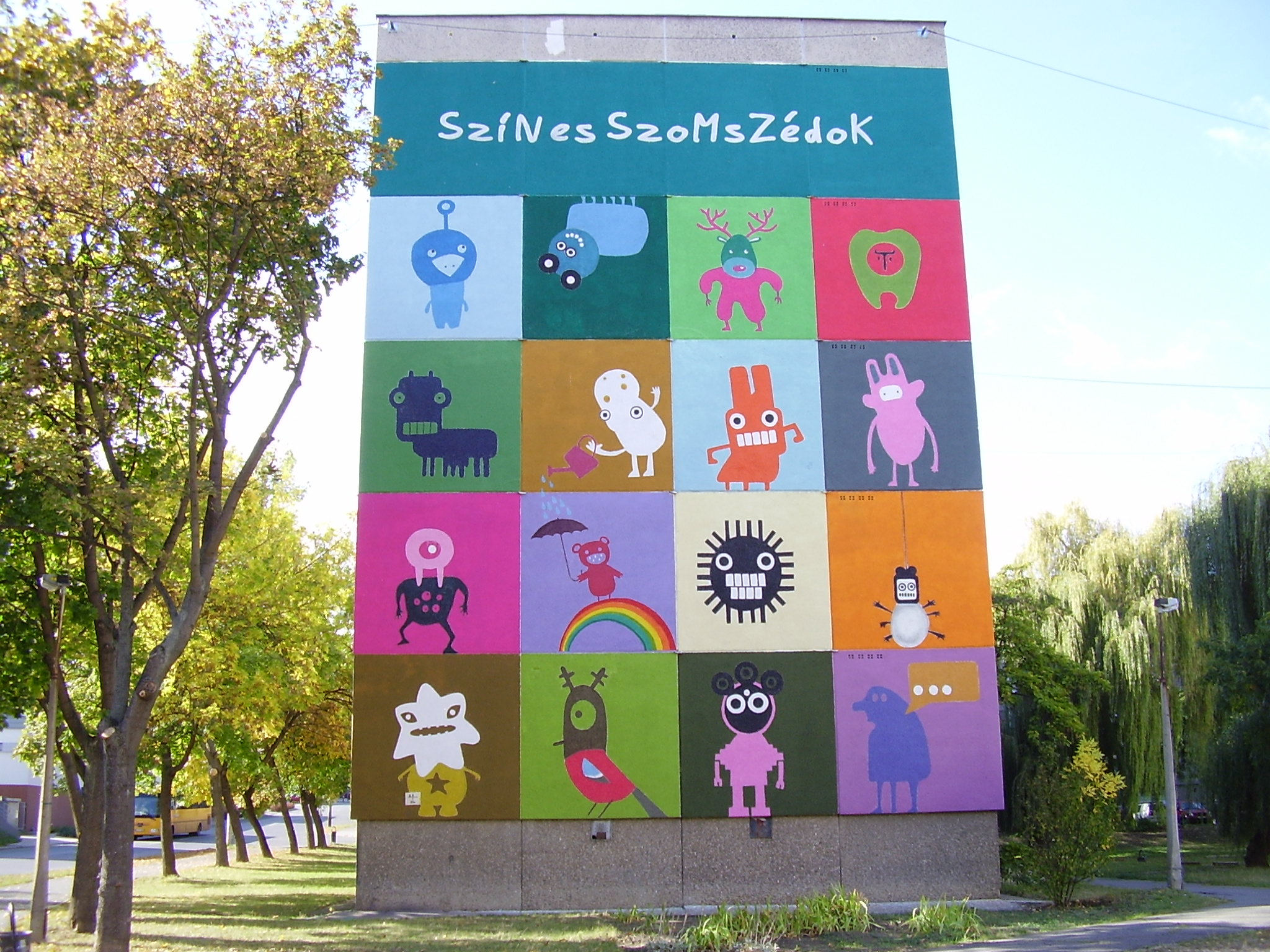
Mátyás király út 25-29. – Színes szomszédok
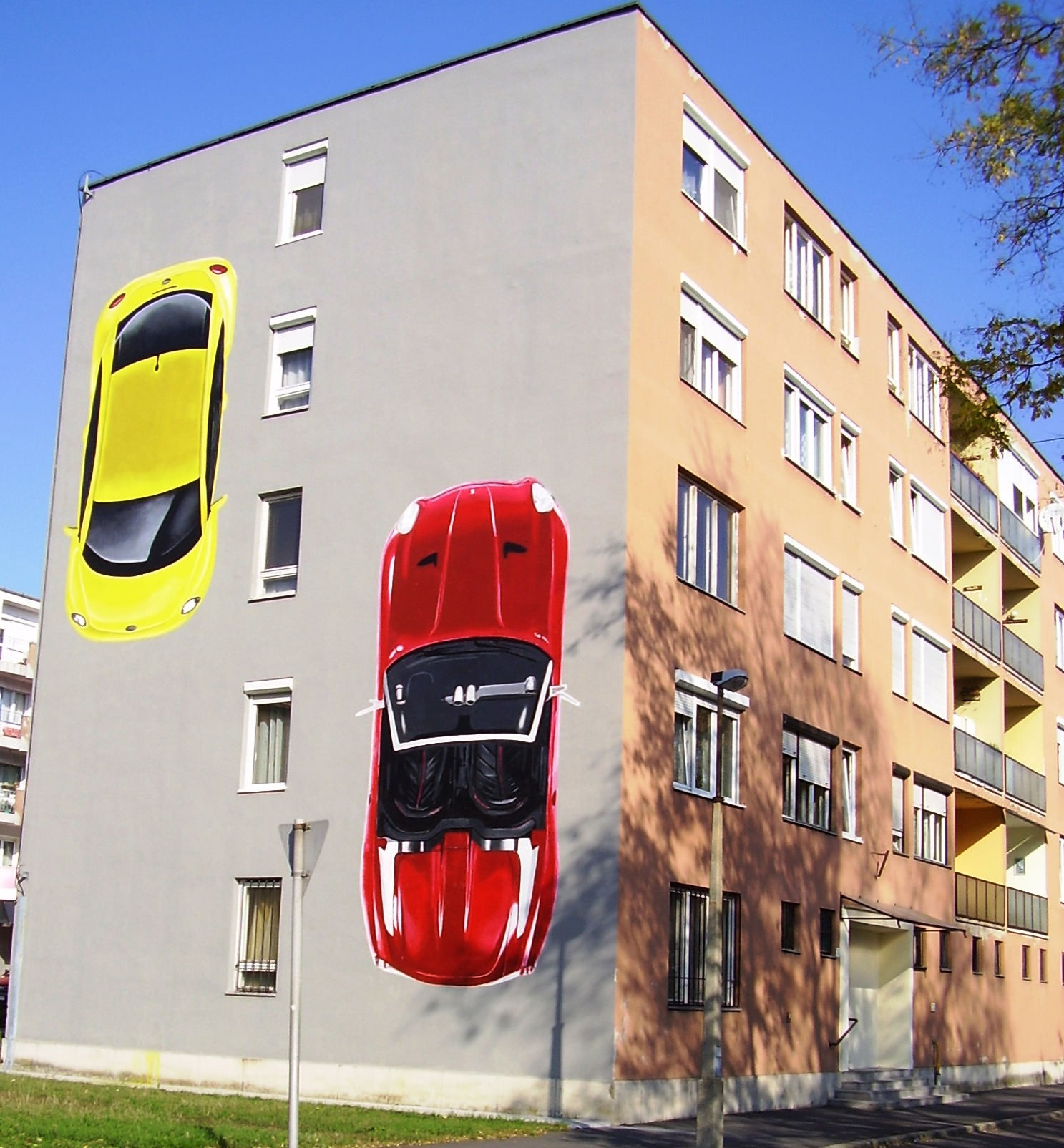
Pollack Mihály út 1-5. – Sárga és piros autó
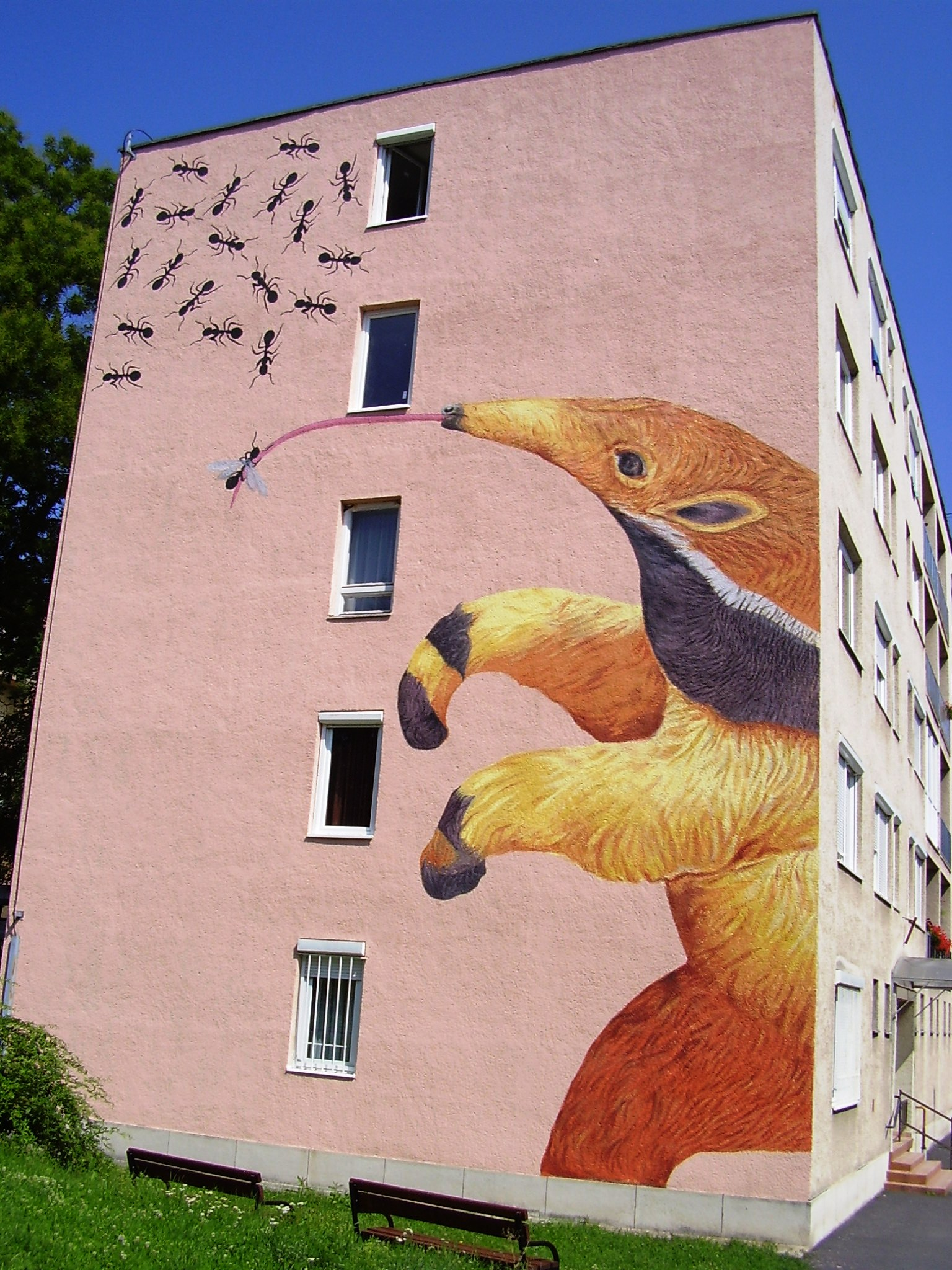
Pollack Mihály út 9-13. – Hangyász
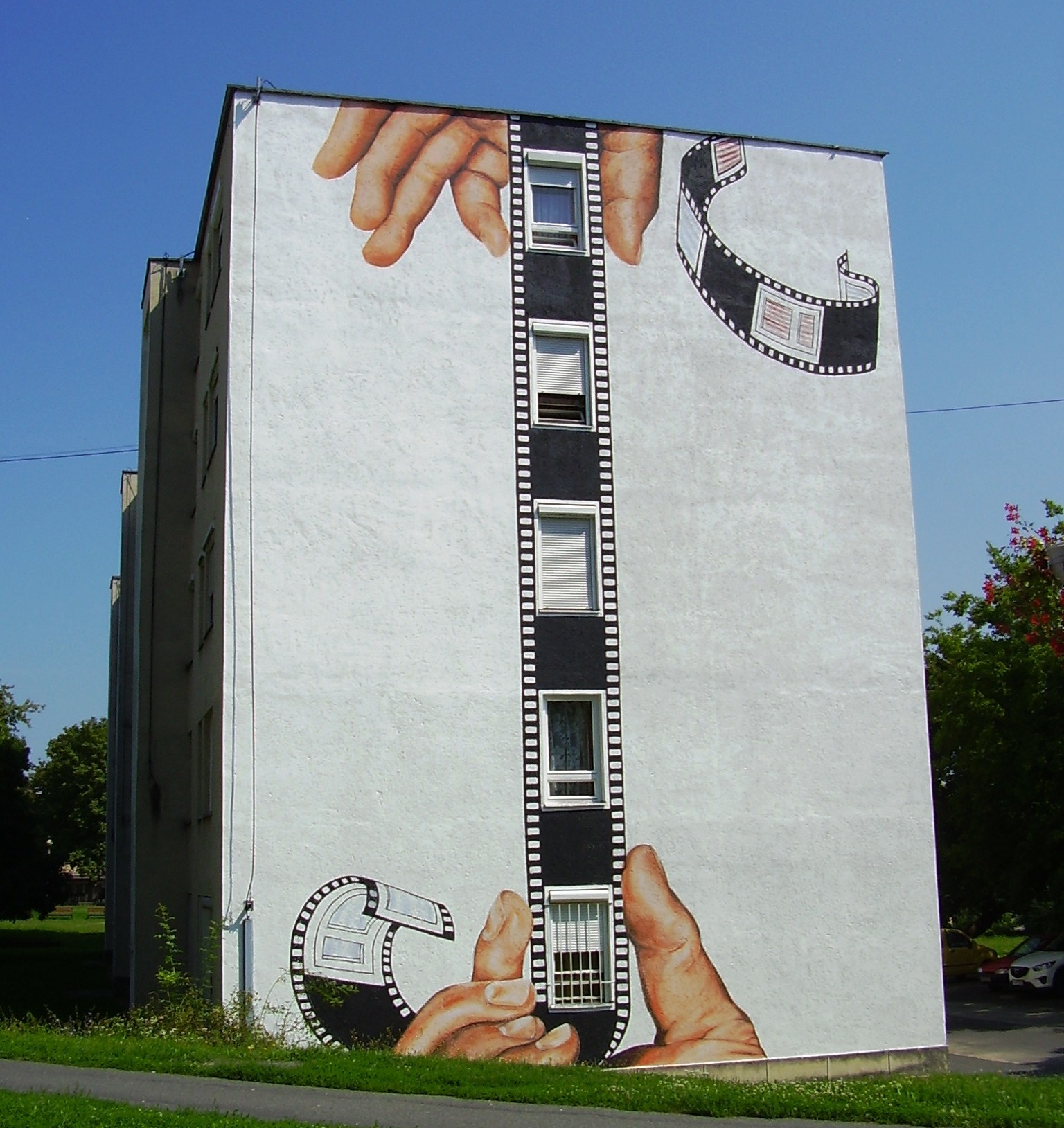
Pollack Mihály út 17-21. – Filmtekercs
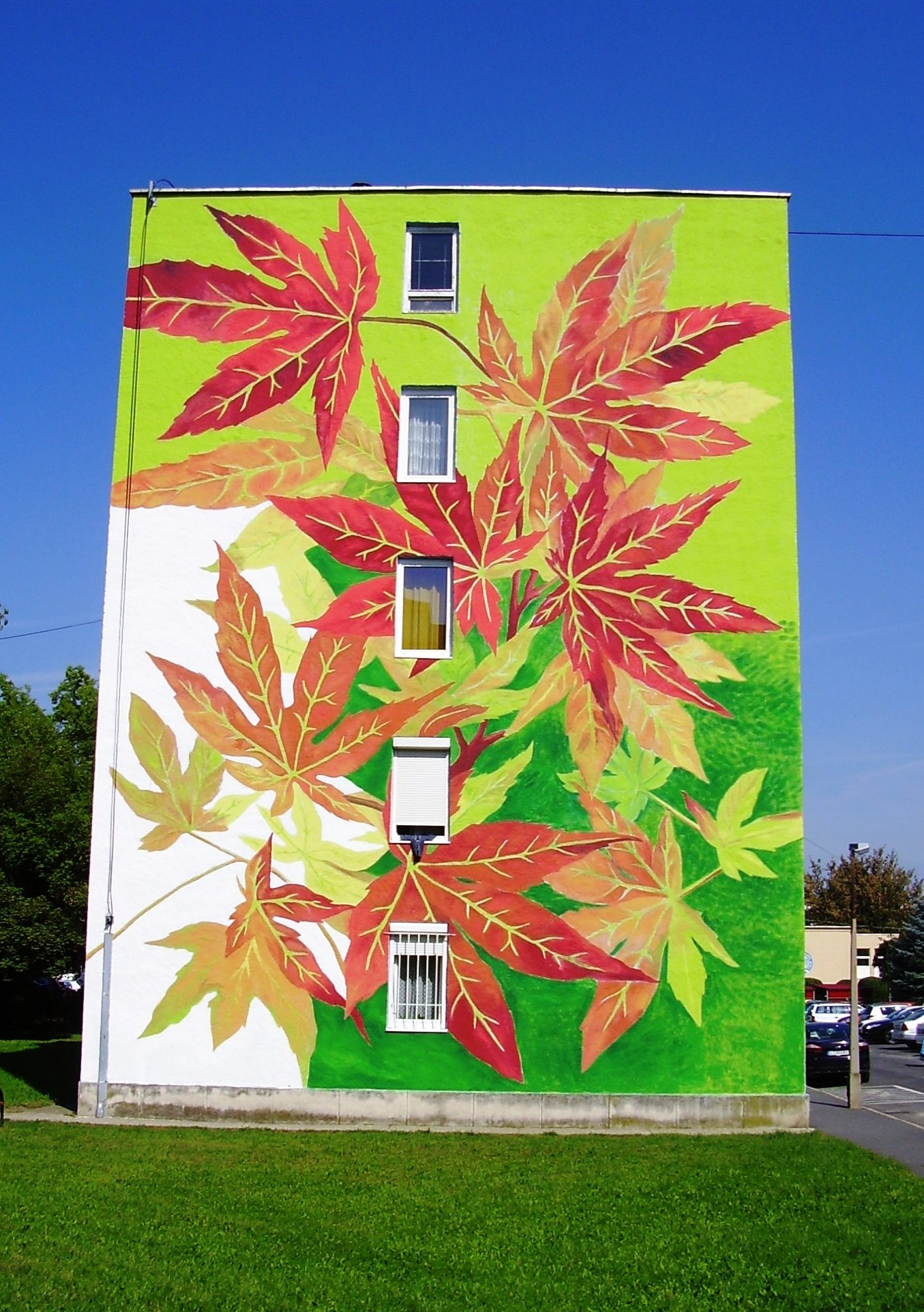
Pollack Mihály út 23-27. – Őszi levelek
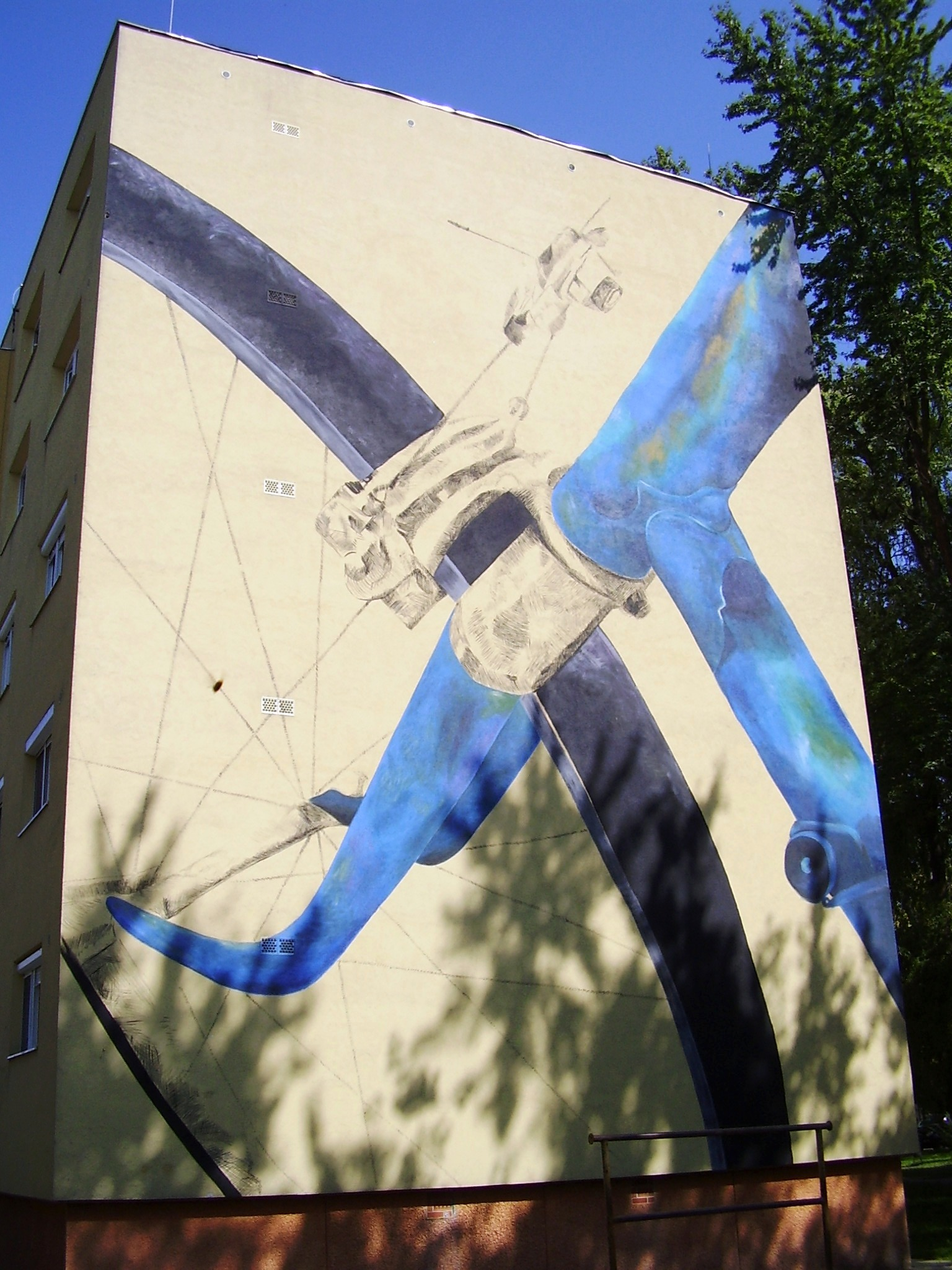
Dobó István tér 4-7. – Kerékpár
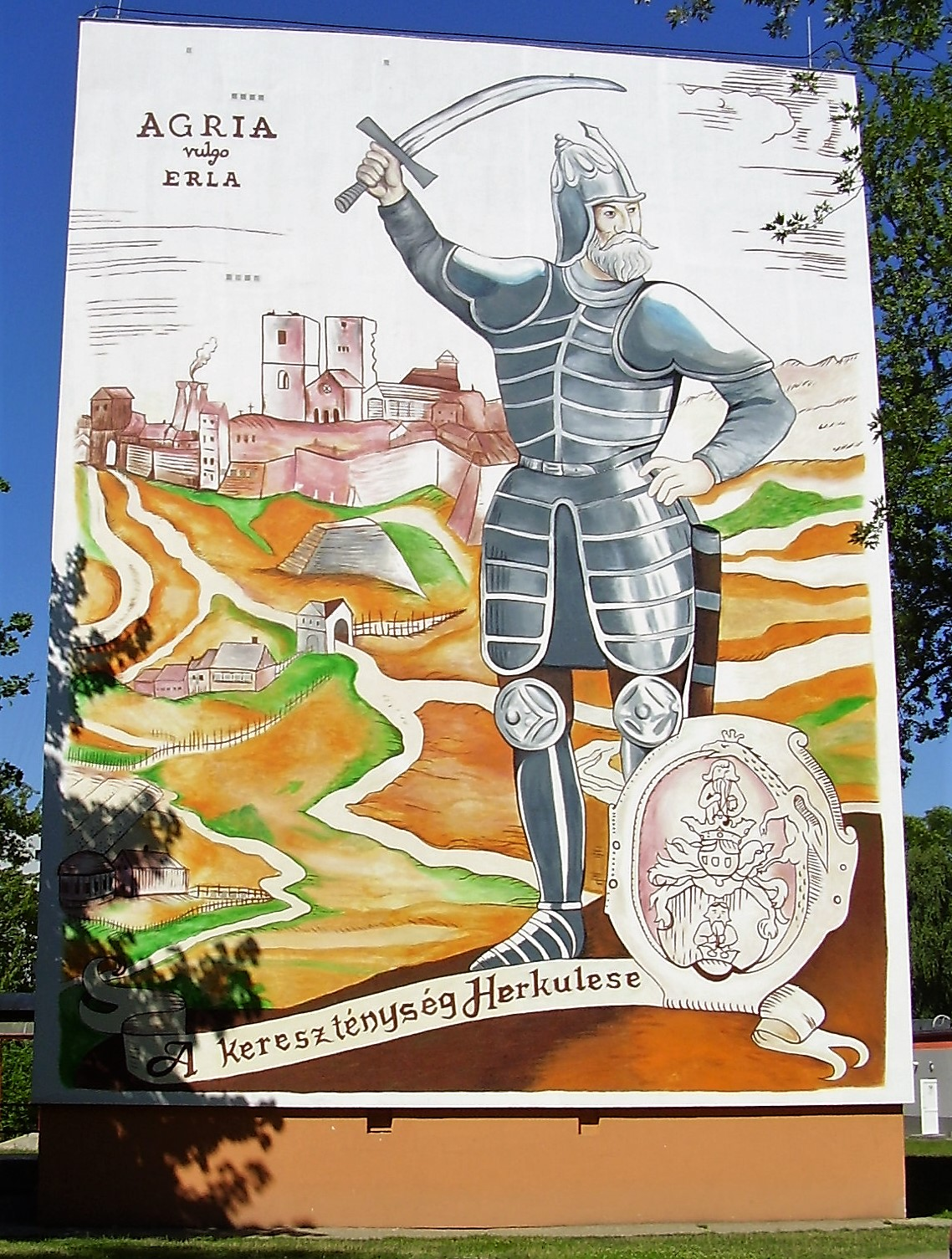
Dobó tér 8-9-10. – Dobó István, a kereszténység Herkulese
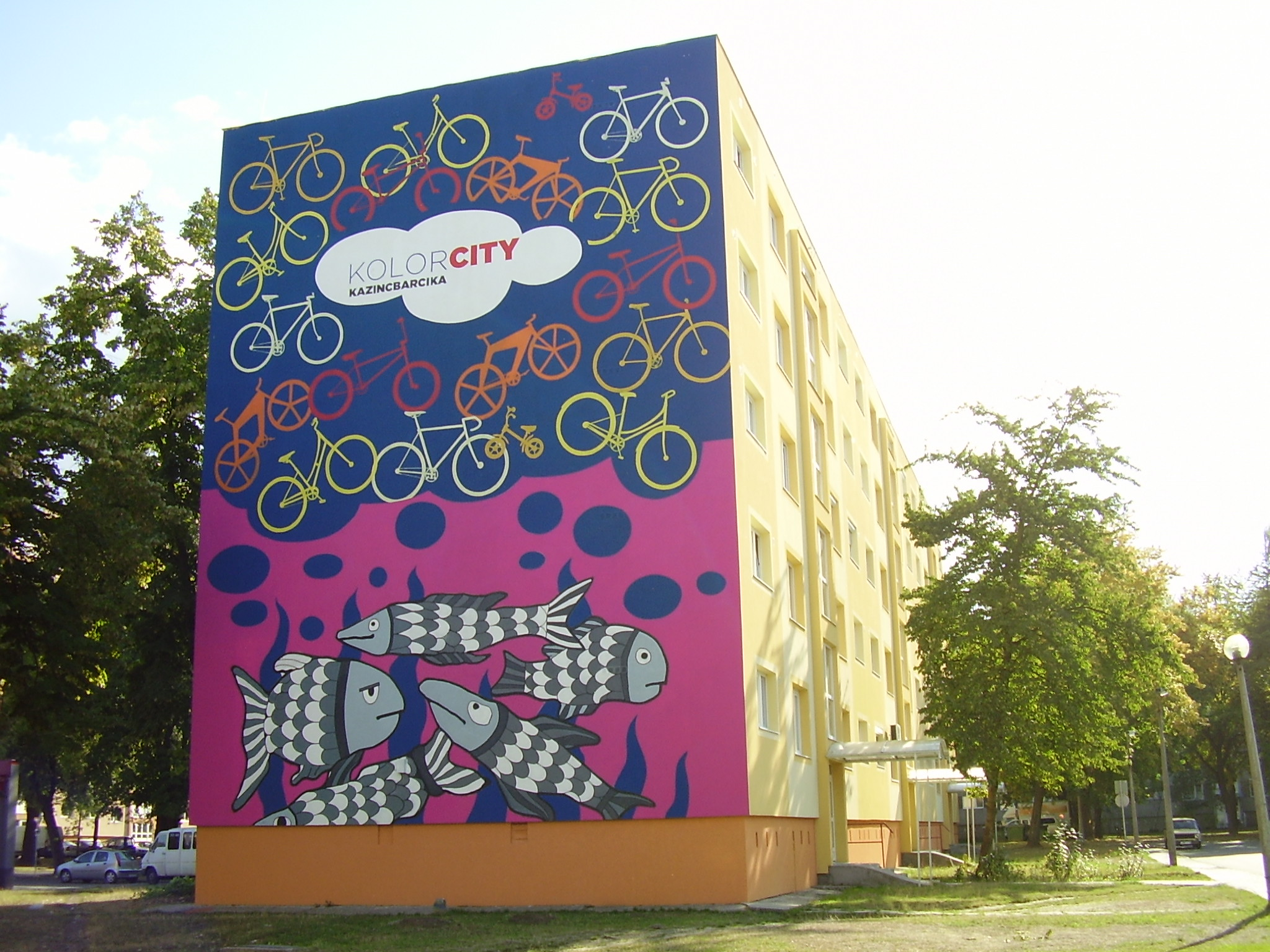
Dobó István tér 8-10. – KolorCity halakkal és bicajokkal
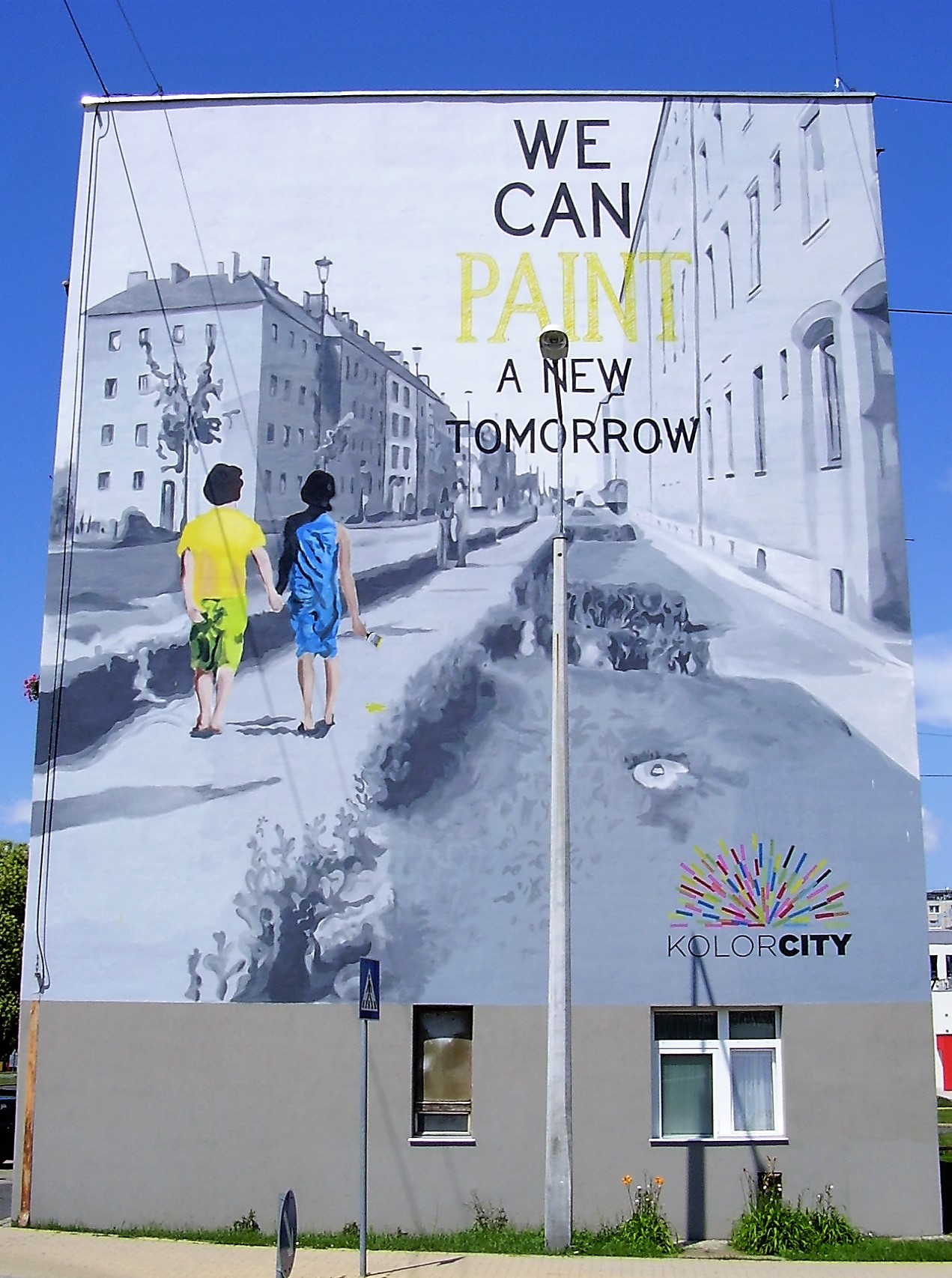
Iskola út 1-3-5. – We can paint a new tomorrow
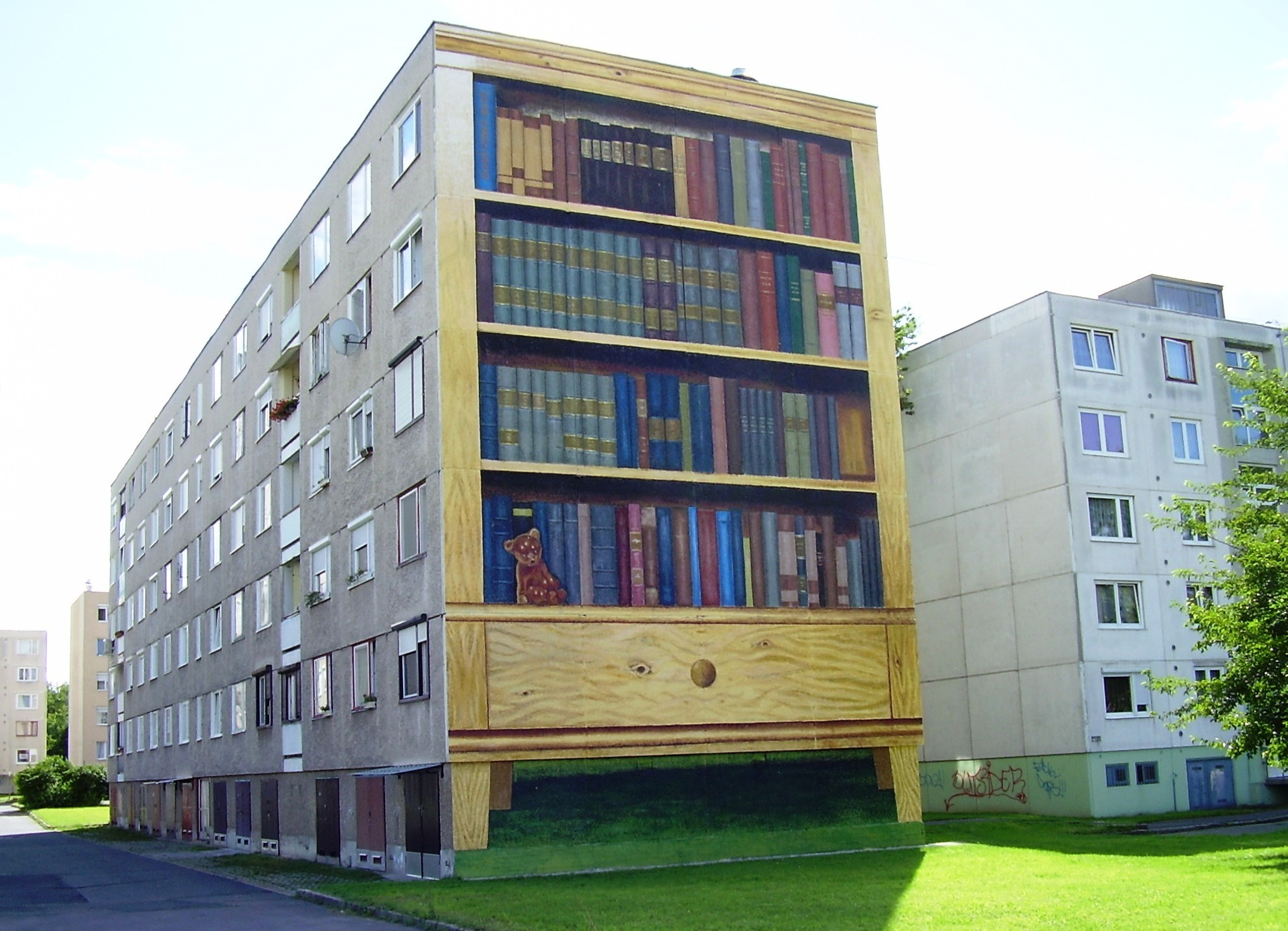
Nagy Lajos út 14-18. – Könyvespolc
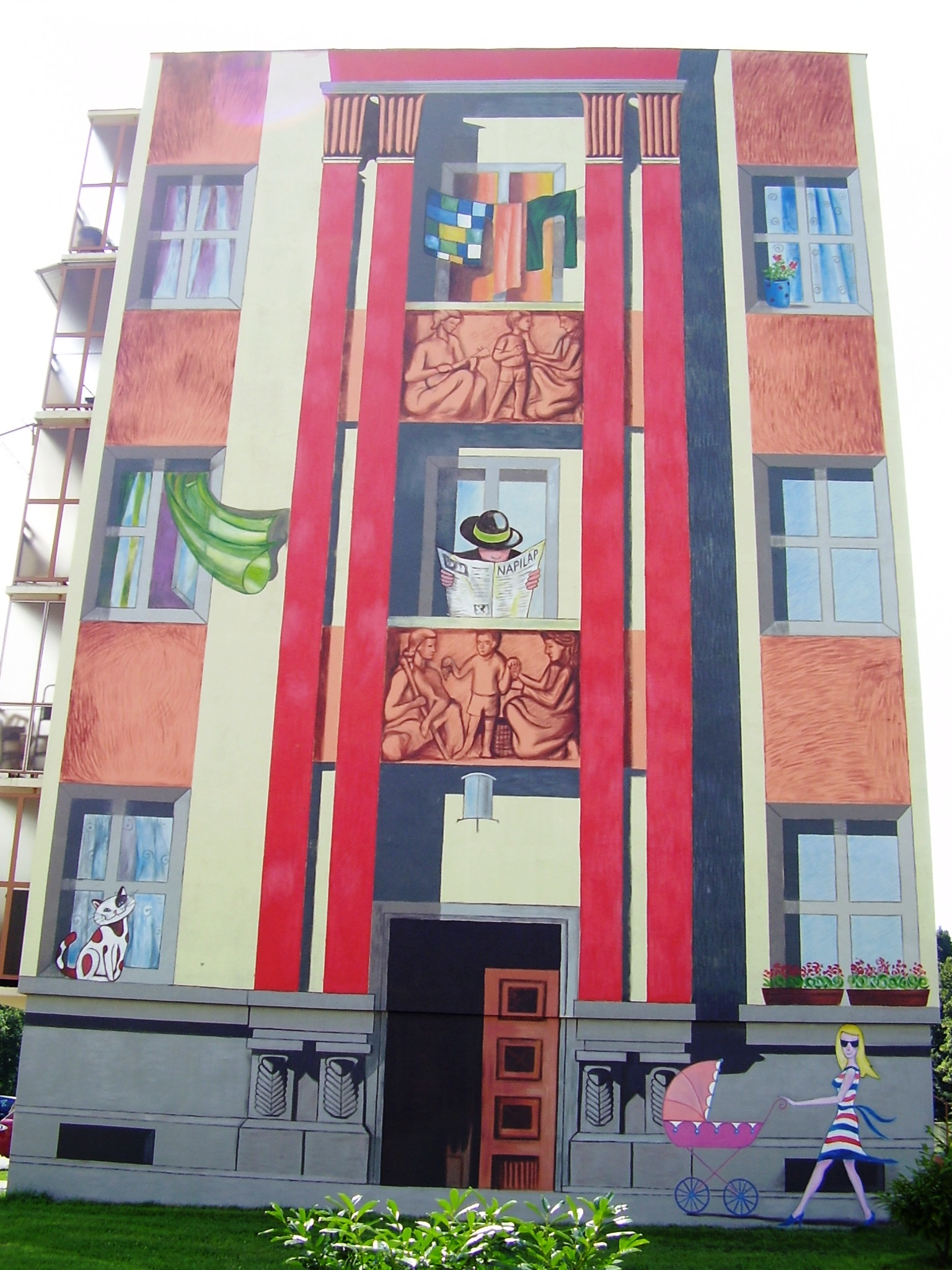
Vajda János út 18-20. – Rákóczi téri ház
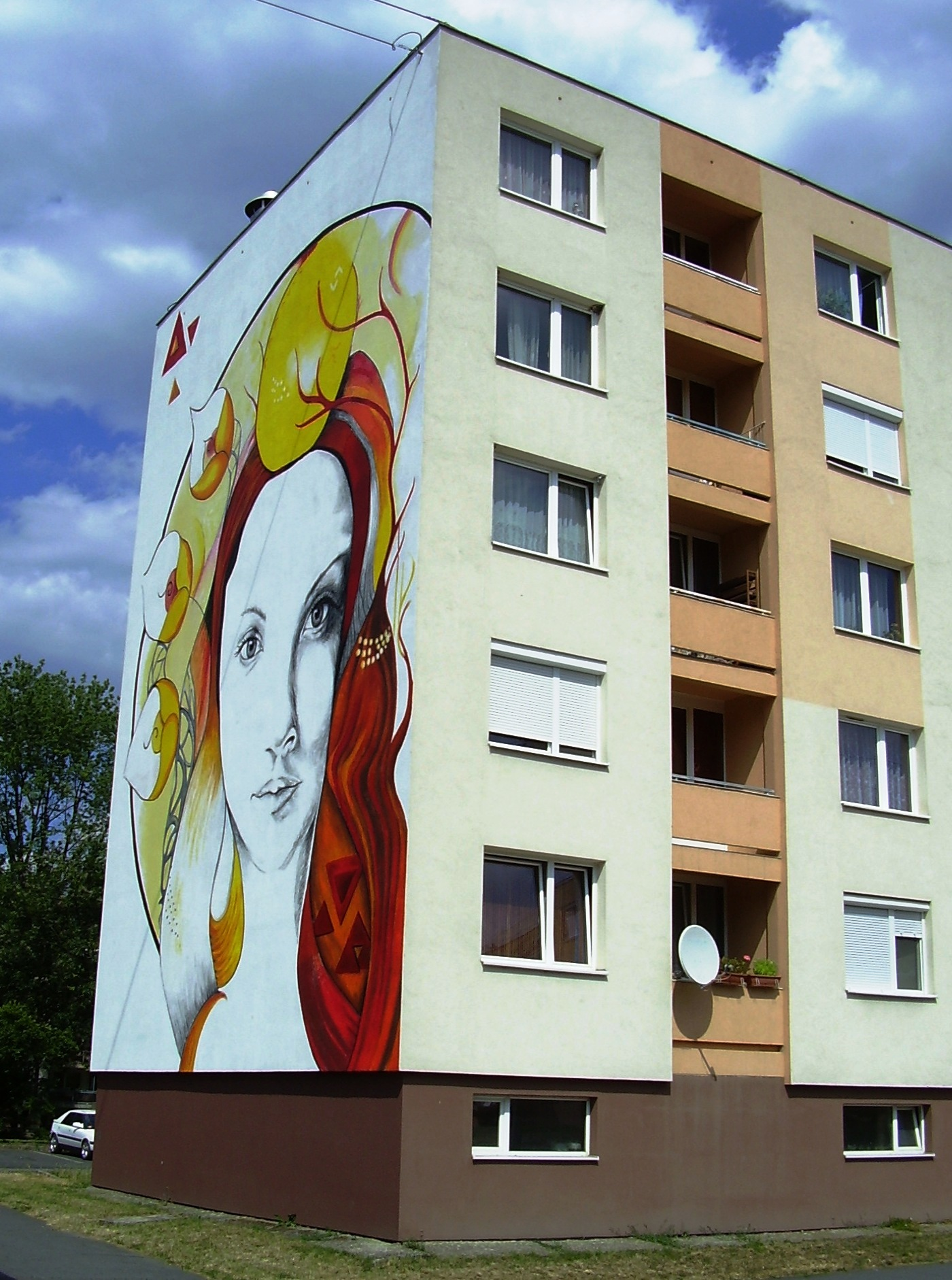
Babits Mihály út 3-9. – Lányarc
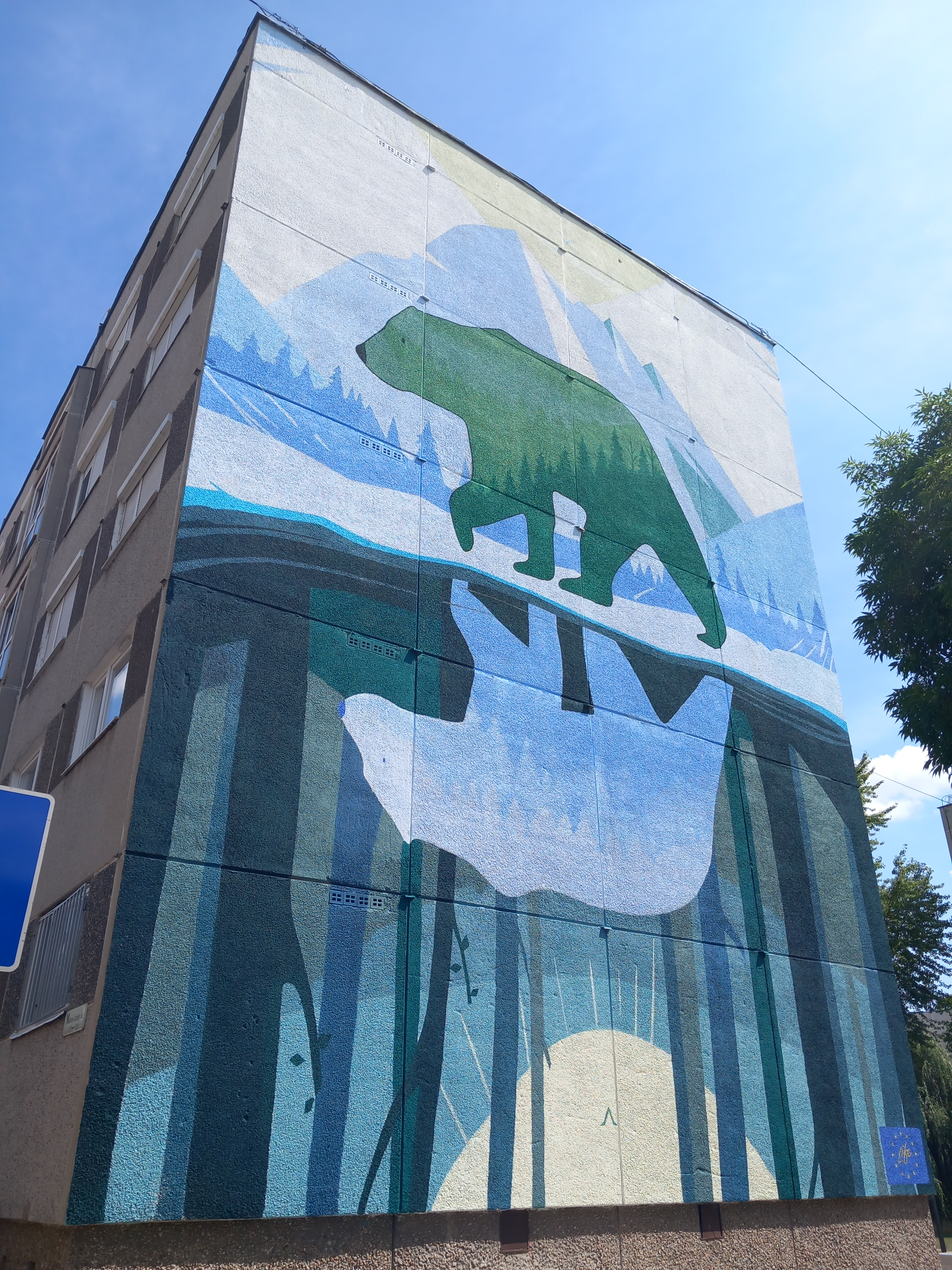
Mátyás király út 17–23. – Szabó Alex: Polar Bears (Jegesmedvék)
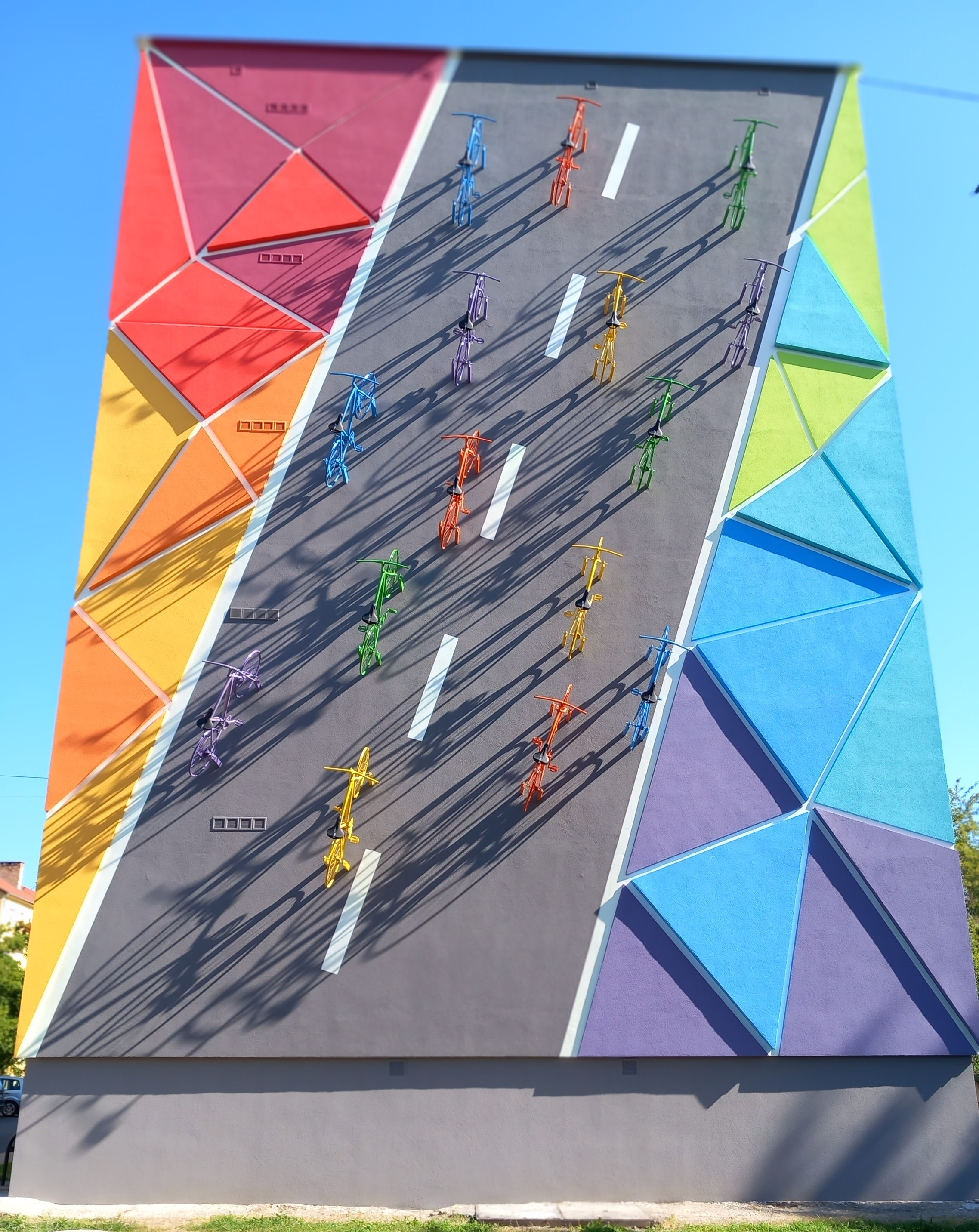
Mátyás király út 1–7. – Móricz József: Kolor Bringafal